# センナケリブ
センナケリブ（Sennacherib、在位：前705年 - 前681年）は、古代メソポタミア地方の新アッシリア帝国の王である。帝国の黄金期を築いた。軍事遠征を積極的に行い、エルサレム包囲戦でも有名。度重なる反乱を受け、ついにはバビロンを破壊する。首都をニネヴェに遷した。後継者を年下の息子エサルハドンに指名したことを恨んだその兄に暗殺されて、その生涯を終えた。
センナケリブは楔形文字〈新アッシリア時代〉表記ではSîn-ahhī-erībaまたはSîn-aḥḥē-erībaであり、「シン神が兄弟たちの代わりを賜れり」を意味する。

## 概要
センナケリブは新アッシリア時代のアッシリア王。父サルゴン2世が死亡した前705年から自身が死亡する前681年まで統治した。サルゴン王朝の2番目の王であり、『旧約聖書』における重要な役割の故に、全てのアッシリアの王たちの中でも最も有名な王である。『旧約聖書』にはセンナケリブのレヴァント遠征が記録されている。前689年のバビロン市の破壊、アッシリア最後の偉大な首都ニネヴェの建設事業のような彼の治世中の別の出来事もまた、彼の死後数千年にわたって彼の記憶を残すことに繋がった。
センナケリブはアッシリア王たちの中で最も強力かつ広大な版図を統治した王の1人であったが、帝国の南部を構成するバビロニアの統治を巡ってかなりの困難に直面した。センナケリブのバビロニアにおける苦難の多くはカルデア人の部族長メロダク・バルアダン2世に起因していた。メロダク・バルアダン2世はセンナケリブの父サルゴン2世によって破られるまでバビロンの王であった人物である。前705年にセンナケリブが王位を継承した直後、メロダク・バルアダン2世はバビロンを再奪取し、エラムと同盟を結んだ。センナケリブは前700年にバビロニアを奪回したが、メロダク・バルアダン2世は恐らくレヴァントのアッシリアの属国の反乱を扇動し、さらにバビロニアの属王としてセンナケリブが任命したベール・イブニにもセンナケリブの支配から離反するよう説得することに成功するなど、なおもセンナケリブを悩ませ続けた。バビロニアとエラムが（アッシリアの臣下としての）バビロニアの王と宣言されていたセンナケリブの長男アッシュル・ナディン・シュミを捕らえて処刑した後、センナケリブは両方の地域に遠征しエラムを制圧することに成功した。バビロン市はセンナケリブの領土のただ中にあって彼の遠征の大半における標的となり、息子アッシュル・ナディン・シュミの死亡の原因となったが故に前689年にセンナケリブはバビロン市を破壊した。
メロダク・バルアダン2世によって扇動されたか、あるいはセンナケリブの父サルゴン2世の戦死と関連する不吉な兆候によってか、レヴァント地方にあった複数のアッシリアの属国が反乱を決意したために、前701年のレヴァントへの遠征が必要となった。北部レヴァントは比較的速やかに制圧されたが、南部レヴァントの国々、とりわけヒゼキヤ王統治下のユダ王国は簡単に屈服しなかった。アッシリア軍によるユダエア侵攻はセンナケリブ自身の記録のみならず、『旧約聖書』「列王記下」にも記録されている。聖書の物語はセンナケリブによるイェルサレムへの攻撃がアッシリア軍を滅ぼす天使の聖なる介入によって敗退したと記録している。
センナケリブはアッシリアの首都を王太子時代に多くの時を過ごしたニネヴェに遷した。彼はニネヴェを帝国の首都に相応しい都市へと作り変えるため、大掛かりな建築事業を立ち上げた。これは古代史において最も野心的な建設事業の1つである。彼はニネヴェの市域を拡張し、巨大な市壁、多数の神殿と巨大な王宮庭園を建設した。ニネヴェにおける彼の最も有名な事業は彼自身が「無比の宮殿」と呼んだ巨大な宮殿、南西宮殿（Southwest Palace）の建設である。長男で王太子でもあったアッシュル・ナディン・シュミがエラム人に殺害された後、当初、センナケリブは次男のアルダ・ムリッシを後継者とした。しかし前684年、理由は不明であるが、王太子をアルダ・ムリッシからエサルハドンに変更した。センナケリブは自身を後継者に戻すようにというアルダ・ムリッシの度重なる主張を無視した。センナケリブは権力を掌中に収めようとするアルダ・ムリッシと他の兄弟によって、前681年に襲撃・殺害された。センナケリブの死はバビロニアとレヴァントでは神罰が下ったものとして歓迎され、一方アッシリアの中核地帯の反応は恐らく憤激と恐れであった。アルダ・ムリッシの戴冠式は遅れ、エサルハドンが軍を起こしてニネヴェを包囲し、自らをセンナケリブの後継者として王座に就いた。

## 背景

### 祖先と幼少期

センナケリブの前の三代、ティグラト・ピレセル3世、シャルマネセル5世、サルゴン2世治世中の新アッシリア帝国の拡大とレヴァントからのユダヤ人の追放。

センナケリブは新アッシリア時代のアッシリア王サルゴン2世の息子である。サルゴン2世はアッシリア王位とバビロン王位を兼ねており、アッシリア王として前722年-前705年の間在位し、バビロン王として前710年-前705年まで在位した。センナケリブの母親は完全には特定されていない。歴史的に最も一般的な見解は、センナケリブがサルゴンの妻アタリヤの息子であるというものであるが、これは恐らくあり得ない。センナケリブの母であるためにはアタリヤは遅くとも前760年頃までには生まれ、前692年くらいまで生きていなけばならない。しかしカルフで発見されたアタリヤの墓によって、彼女は35歳までには死亡したことが示されている。センナケリブの母はサルゴン2世の別の妻、ライマ（Ra'īmâ）である可能性の方がより高いと考えられている。彼女はアッシュル市（かつてのアッシリアの首都）の石碑で「センナケリブの母」と呼ばれている。また、サルゴン2世は自分がかつての王ティグラト・ピレセル3世の息子であると主張しており、事実であればセンナケリブはティグラト・ピレセル3世の孫ということになるが、サルゴン2世はティグラト・ピレセル3世の（別の）息子シャルマネセル5世から簒奪によって王位を奪っていることから、この系譜は不確実である。
センナケリブは恐らく前745年頃に生まれた。もしサルゴン2世が本当にティグラト・ピレセル3世の息子であり、王朝の簒奪者ではなかったとするならば、センナケリブは恐らくカルフの王宮で王となる前の数年間を過ごしたであろう。センナケリブは恐らくカルフで生まれ、幼少期の大半を過ごした。サルゴン2世も王となってからしばらくはカルフに住んでおり、前710年にバビロン市に移り、その後には新たな首都ドゥル・シャルキンを居城とした。この時までにセンナケリブはサルゴン2世の王太子となっていた。王位を継ぐことを志していたセンナケリブはカルフを離れニネヴェ市に住んだ。ニネヴェはティグラト・ピレセル3世の治世以来、アッシリアの王太子の居城とされていた。王太子として、センナケリブはタルビスにも居城を持っていた。兄弟姉妹たちと共に、センナケリブは王室の教育者フンニ（Hunnî）から教育を受けたと見られる。恐らくは筆記の教育を受け、いくらかの算術、シュメール語とアッカド語の読み書きを学んだのであろう。
センナケリブには複数の兄弟と、少なくとも一人の姉妹がいた。加えて彼の生誕前に死亡した兄が二人いた。弟たちの何人かは前670年まで存命してセンナケリブの息子かつ後継者であるエサルハドンに仕えていたことが記録されている。唯一知られているセンナケリブの姉妹はアハト・アビシャで、タバルの王アンバリス（Ambaris）と結婚したが、恐らくサルゴン2世がタバルに行った1度目の遠征が成功した後、アッシリアに戻っている。
センナケリブの名前はアッカド語ではシン・アヘ・エリバ（Sîn-aḥḥē-erība）と表記され「シン神（月神）が兄弟たちの代わりを賜れり」という意味を持つ。この名前は恐らく、センナケリブはサルゴン2世の長男ではなかったものの、出生までに兄たちが全て死亡していたことから来ている。ヘブライ語では彼の名前はSnḥrybと綴られ、アラム語ではŠnḥ’rybと書かれる。前670年の文書によれば、アッシリアの民衆が「センナケリブ（シン・アヘ・エリバ）」（この時点ではセンナケリブは前代の王）という名前をつけることは不敬・禁忌と考えられており違法であった。

### 王太子としてのセンナケリブ

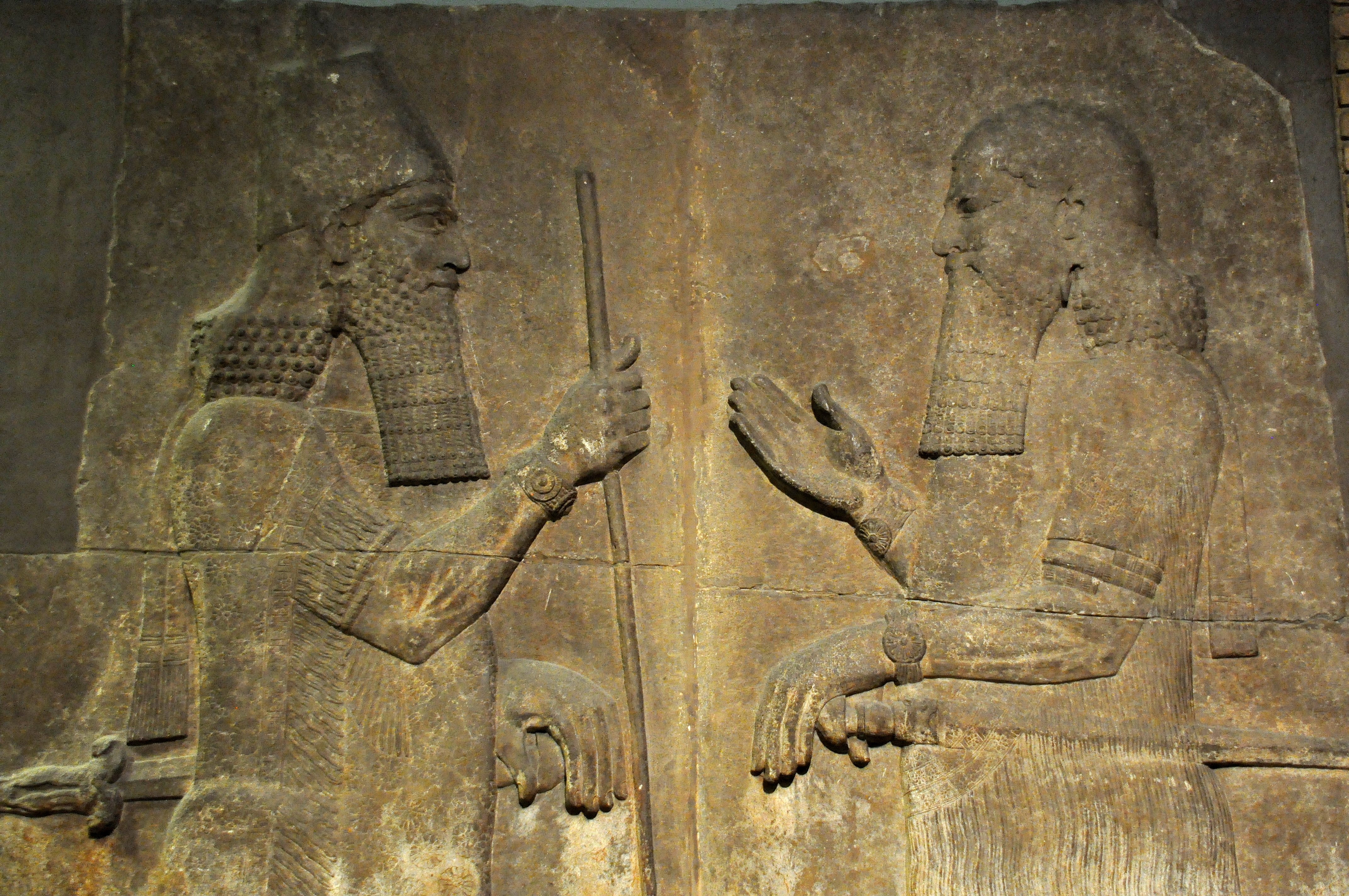
センナケリブの父サルゴン2世（左）が高官と向き合っている。この高官はおそらく王太子センナケリブである。大英博物館収蔵のレリーフより。

王太子として、センナケリブは父と共に、あるいは父の遠征中にはその代理として単独で王権を行使した。サルゴン2世がアッシリア本国を長く不在にしている間、センナケリブの居城は新アッシリア帝国の政府中枢としての役割を果たており、彼は重要な行政的・政治的責任を持っていた。非常に大きな責務がセンナケリブに委ねられていた事実は、王たるサルゴン2世と王太子センナケリブの間の確かな信頼関係を示すものである。両者を描いたレリーフでは討論中の姿が描かれており、ほとんど同等に見える。摂政（regent）として、センナケリブの主たる義務はアッシリアの総督たち・将軍たちとの関係を保ち、帝国の大規模な軍事情報網を監督することであった。また、センナケリブは国内の問題も監督し、しばしば帝国全土で実施されている建設事業の進捗状況をサルゴン2世に報告していた。センナケリブは謁見した者に対する贈り物の授与と貢物の受け取りも担当しており、国庫からこれらを出した後、自身の決定を手紙でサルゴン2世に報告してもいる。
センナケリブのサルゴン2世宛ての手紙からは、彼が父サルゴン2世を尊敬し彼らの間が親密であったことがわかる。センナケリブが父に逆らったことはなく、彼の手紙からは父を喜ばせようとしていたことが示されている。また、これらの手紙はセンナケリブが父を良く知っていたことも示している。理由は不明であるが、サルゴン2世は遠征にセンナケリブを伴ったことはなく、この点では軍事的な勝利の栄光を掴むことができなかったことで、センナケリブは父にいくらか腹を立てていたかもしれない。いずれにしても、センナケリブは自身が王となるのに十分な年齢に達しても、サルゴン2世に反抗したり簒奪を試みるようなことはしなかった。

### アッシリアとバビロニア

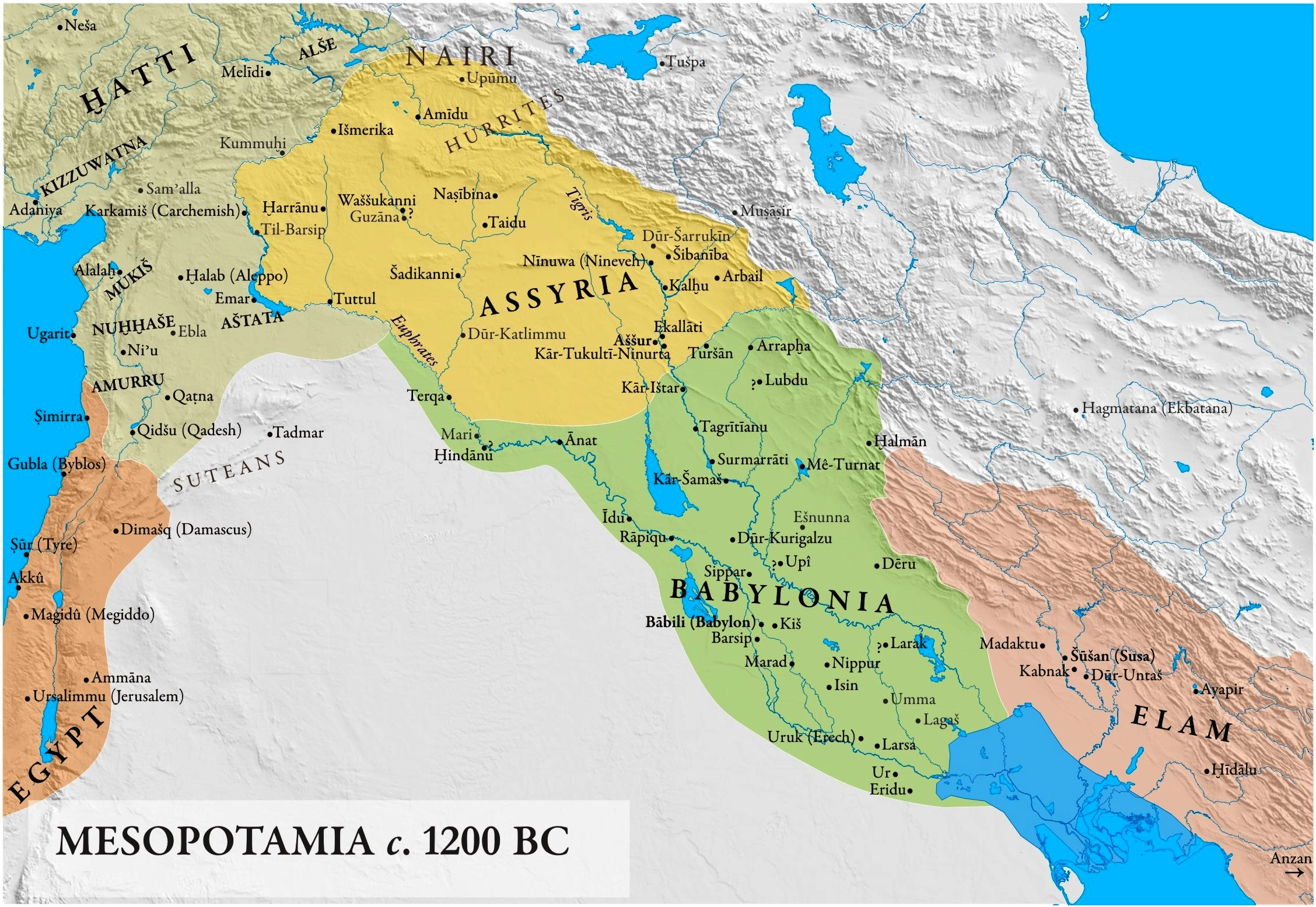
前1200年頃、センナケリブの時代からおよそ500年前のメソポタミア。重要な都市とかつてのアッシリアとバビロニアの中枢となる領土を示す。

センナケリブが王となるまでに、新アッシリア帝国が中東の覇者となって30年以上がたっていた。これは主として良く訓練された大規模な軍隊によって成されたもので、この軍隊は同時代のいかなる王国のものより優れていた。南方のバビロニアもかつては有力な王国であったが、この期間においては内部の対立とアッシリアのような良く組織された軍隊が欠如していたことによって、概してアッシリアより弱体であった。バビロニアの住民は、関心や思考の異なる多数の民族に分かれていた。バビロン市自体やキシュ、ウル、ウルク、ボルシッパ、ニップルのような都市は古来からの現地のバビロニア人によって統治されていたが、南端部の大部分は首長たちに率いられたカルデア人の部族の支配下にあり、彼らはしばしば相互に争っていた。アラム人も定住地帯の周辺部に住んでおり、周囲の領土を略奪することで悪名高かった。これらの主要な3つのグループの内乱のために、バビロニアはアッシリアにとってしばしば魅力的な遠征先となった。アッシリアとバビロニアは前14世紀の中アッシリアの勃興から前8世紀まで争っており、アッシリア人は一貫して優位を得ていた。バビロンの内的・外的弱体化に乗じて、アッシリア王ティグラト・ピレセル3世は前729年にバビロンを征服した。
アッシリアが拡大し強力な帝国となっていく間、アッシリア人は隣接する様々な王国を征服し、通常はアッシリアの属州とするか属国とした。しかしながら、アッシリア人はバビロンの長い歴史と文化を尊び、バビロンは任命された属王による支配、またはアッシリア王による同君連合の形をとって完全な王国としての形式を維持した。アッシリアとバビロニアの関係は数世紀後のギリシアとローマの関係と完全に異なるものではなかった。アッシリアとバビロニアは同一の言語を共有しており、アッシリア自身の文化、文書、伝統の非常に多くの部分がバビロニアからもたらされたものであった。アッシリアとバビロニアの関係はある意味では感情的（emotional）なものであり、新アッシリア時代の碑文と世界観においてこの2つの国は隠喩的に「夫」たるアッシリアと「妻」たるバビロンとして暗黙のうちに性別が与えられて（gendering）いた。アッシリア学者エッカート・フラーム（Eckart Frahm）は「アッシリアはバビロンを愛していたが、彼女を支配したがっていた」と述べている。バビロンは文明の源として尊敬されていたが、政治的問題においては受動的であることを期待されていた。アッシリアの「花嫁たるバビロニア」はこのような期待を繰り返し拒否していた。

## 治世

### サルゴン2世の死と王位継承

前700年の中東の地図。新アッシリア帝国は青で示されている。

前705年、恐らく60代だったサルゴン2世は、中央アナトリアのタバルの王グルディ（Gurdî）に対してアッシリア軍を率いて遠征した。この遠征は悲惨なものだった。アッシリア軍は打ち破られ、サルゴン2世は戦死し、彼の遺体はタバルに持ち去られた。サルゴン2世が死亡したことにより、この敗北はより深刻なものとなった。アッシリア人は、サルゴン2世が過去に犯したいくつかの悪行のために、神々が彼を罰したのだと考えた。メソポタミアの神話では、戦場に倒れ埋葬されなかった者の死後の世界は悲惨であり、永遠に物乞いの如く苦しむ運命にあった。センナケリブは前705年8月にアッシリア王位を継承した時には35歳前後であり、王太子として長く勤めていたため帝国を如何に統治すべきについて十分な経験があった。父の運命に対するセンナケリブの反応はサルゴン2世から距離を取ることであり、彼は父の身に起こったことを認めて対処することを拒否し否定しようとしていたように思われる。サルゴン2世の偉大な首都ドゥル・シャルキンは速やかに放棄され首都はニネヴェに遷された。他の主たるプロジェクトに先立ってセンナケリブが王として最初に行ったことは、タルビスの町にあった死・災害・戦争と結びつけられた神ネルガルの神殿を再建することであった。
この公式な否定を念頭に置いてさえ、センナケリブは迷信深く、サルゴン2世が如何なる罪を犯して運命に苦しむことになったのかを占い師たちに問うことに多くの時間を費やした。彼は恐らくサルゴン2世がバビロン市を支配したことでバビロンの神々の怒りに触れたのではないかと考えていた。恐らくセンナケリブの死後に書かれたと思われるある文書には、父が犯した「罪」の性質をセンナケリブが調査していたと書かれている。前704年に行われた小規模な遠征（センナケリブが残した歴史記録では言及されていない）は王自身ではなく有力家臣によって率いられ、サルゴン2世の報復を行うべくタバルのグルディ王に対して行われた。センナケリブはサルゴン2世の印象を帝国から一掃するために多くの時と努力を費やした。サルゴン2世がアッシュル市の神殿に作らせた浮彫は中庭の底面レベルを上昇させることで不可視化され、サルゴン2世の妻アタリヤが死亡した時には、伝統的な埋葬習慣を尊重することなく（また、かつての王ティグラト・ピレセル3世の王妃と同じ棺桶に）慌ただしく埋葬された。そしてセンナケリブの碑文でサルゴン2世が言及されることも一切ない。

### 一度目のバビロニア遠征

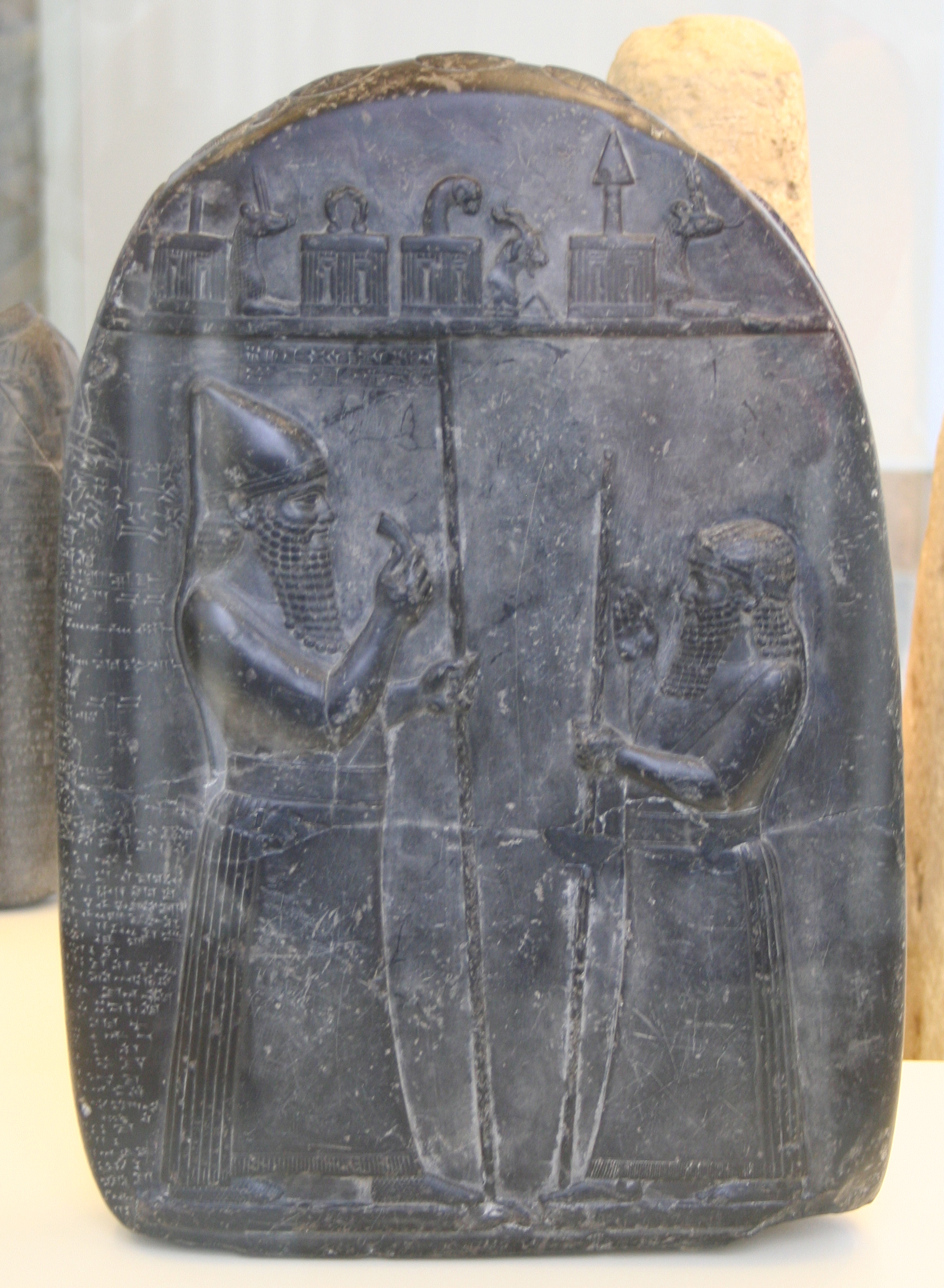
センナケリブの宿敵メロダク・バルアダン2世の絵（左）。バビロンの王として前722年-前710年、および前704/703年-前702年の間在位し、センナケリブが直面する多くの紛争を扇動して回った。ベルリン中東博物館収蔵。

サルゴン2世の戦死と遺体の喪失はアッシリア帝国各地での反乱を引き起こした。前722年のシャルマネセル5世（サルゴン2世の前の王）の死後、バビロニアの支配権を握っていたカルデア人の首長メロダク・バルアダン2世を破ったサルゴン2世は前722年以来バビロニアを統治していた。サルゴン2世同様にセンナケリブは王となった時、アッシリアとバビロニア双方の称号を用いたが、彼の治世中のバビロニアは不安定であった。バビロンの都市神マルドゥク（この神はバビロンの正式な「王」であると見做されていた）に敬意を払いバビロンのシャッカナック（shakkanakku、副王）を名乗ったサルゴン2世やそれ以前の王と異なり、センナケリブは自身がバビロンの王であると明確に宣言した。さらに、センナケリブは伝統的なバビロンの戴冠式を経てマルドゥク神に敬意を表すことをしなかった。彼はマルドゥク神の物的な象徴である神像の「手を取ら」なかったのである。
この不敬による怒りから、前704年または前703年には毎月反乱が発生し、バビロニアにおけるセンナケリブの支配は覆された。最初はマルドゥク・ザキル・シュミ2世がバビロン王位を手中にした。しかし、僅か2週間 か4週間でメロダク・バルアダン2世によって廃位された。メロダク・バルアダン2世はかつてサルゴン2世の時代にバビロンの支配権を握りサルゴン2世と戦ったカルデア人の将軍であった。メロダク・バルアダン2世の大きな強みは、常に内乱を戦っていたカルデア人の部族とバビロニア人をアッシリア人に対して団結させる能力を持っていたことであった。エラム（現在の南西イランにあった文明）の王シュトゥル・ナフンテ2世はメロダク・バルアダン2世を助けるべく将軍を任じて騎兵の支援の下、80,000人のエラムの弓兵を送った。エラムの大規模な支援によってその他のカルデア人とアラム人の部族もメロダク・バルアダン2世の下に帰参した。

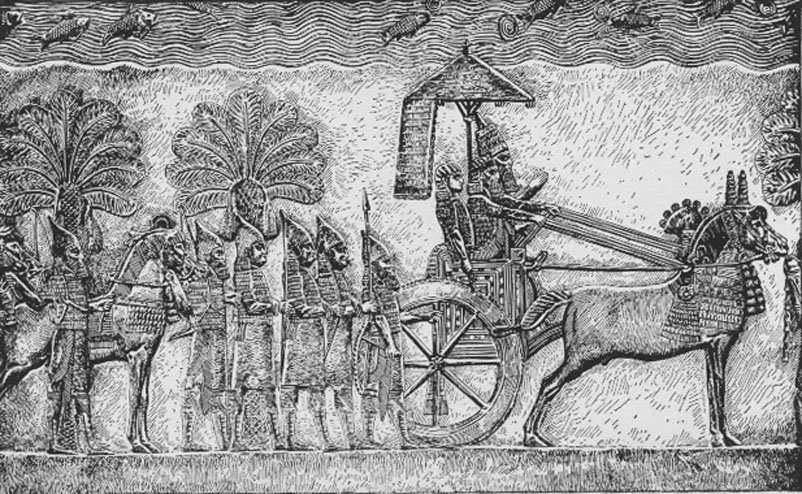
センナケリブの碑文の1つに描かれた彼のバビロンに対する遠征。

前704年にはアッシリア軍の一部がタバルにあって不在であったことと、恐らくセンナケリブが二正面で戦争を行うことは危険であると判断したため、彼はメロダク・バルアダン2世から離れ、数か月間行動を起こさなかった。タバル遠征が完了した後、センナケリブは前703年にアッシリア軍をアッシュル市（この都市はしばしばバビロニア遠征のための軍の召集地となった）に集めた。センナケリブを総司令官とするアッシリア軍はキシュ市近郊でのバビロニアとエラムの連合軍への攻撃に失敗し、バビロニアとエラムは正当性を強めた。クタ市に陣を構えたセンナケリブは、先陣の敗北の報せを受け取ると、二度目の攻撃を自ら指揮してキシュ市近郊の敵軍を撃破した。この時点で反アッシリア軍はエラムによって率いられており、メロダク・バルアダン2世は命を危ぶんで南方の「海の国」（メソポタミア最南端の湿地帯）に逃亡していた。アッシリア軍が勝利した後に捕らわれた捕虜の中にはメロダク・バルアダン2世の義理の息子およびバビロニアと同盟を結んでいたアラビアの女王ヤティエの兄弟がいた。
センナケリブはその後、直接バビロンへ向けて進軍した。アッシリア軍が地平線上に現れると、バビロン市は門を開き、戦うことなくセンナケリブに降伏した。その後アッシリア軍は5日間にわたってメロダク・バルアダン2世を「海の国」で追ったが捕らえることができず、反乱政権を支持していたカルデア人、アラム人、バビロニア人の土地を破壊し、200,000人の捕虜を得た。市民に害は及ばなかったものの、バビロン市自体も罰として小規模な略奪を受けた。アッシリアとバビロニア双方で王として統治する従来の政策は明らかに失敗であったため、センナケリブは別の手法を試み、アッシリアの宮廷で育ったバビロニア人ベール・イブニを属王としてバビロニアに立てた。ベール・イブニは「我が宮廷で仔犬の如く育ったバビロニアの人」とセンナケリブは描写している。

### レヴァントでの戦争

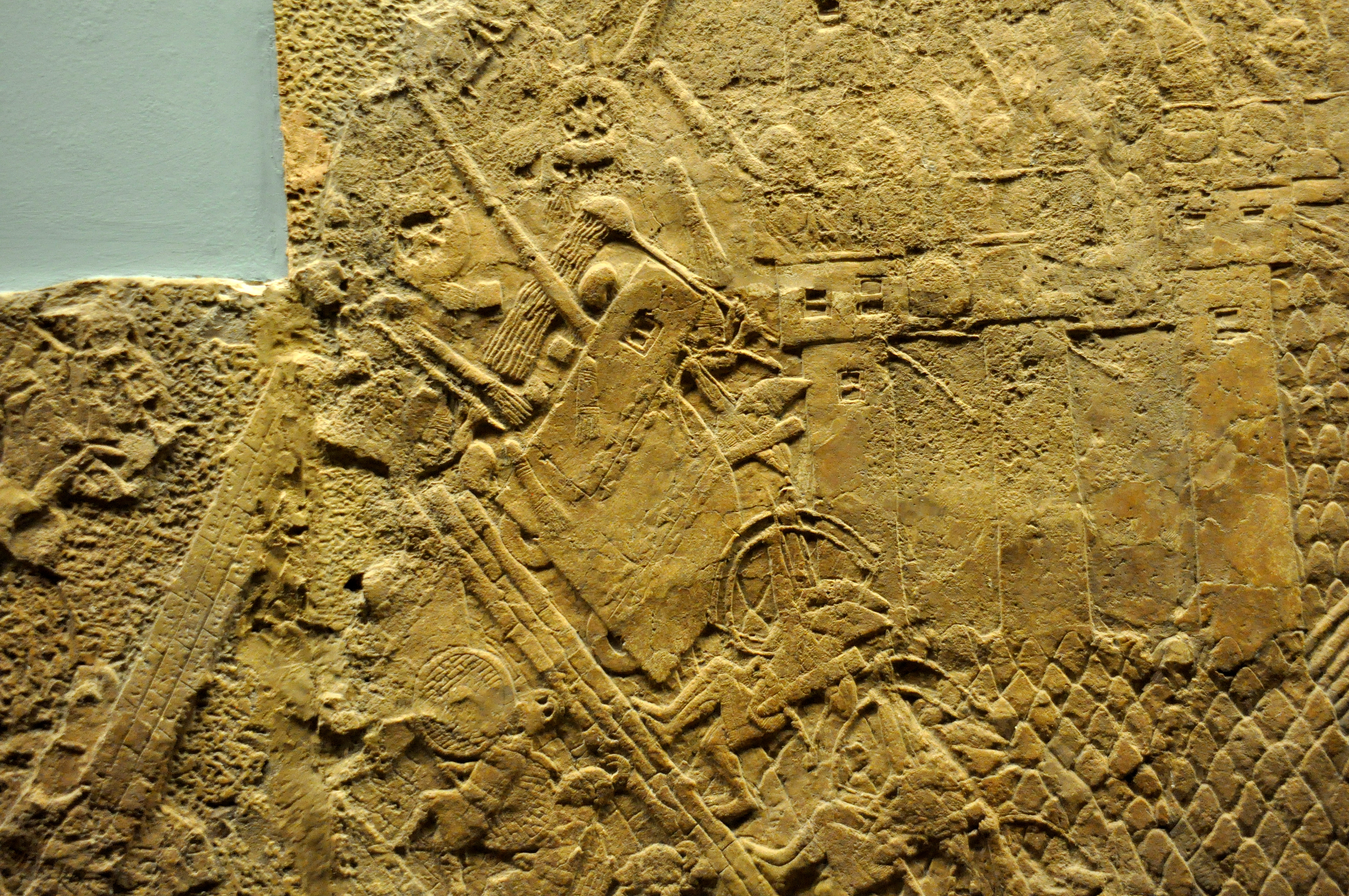
ラキシュの市壁を攻撃中のアッシリアの攻城兵器を描いたレリーフ。大英博物館収蔵。

バビロニアにおける戦争の後、センナケリブはザグロス山脈に向けて2度目の遠征を行い、センナケリブはティグリス川の東から来たヤスビガリ人（Yasubigallians）とカッシート人（数世紀昔にバビロニアを統治していた人々）を鎮圧した。センナケリブの3度目の遠征はレヴァントにある都市国家群に対する直接攻撃であり、同時代の古代オリエントの他の事件に比べて良く記録されている。取り分け、第一神殿時代のイスラエルの歴史において最も良く記録されている事件である。前705年、ユダの王ヒゼキヤはアッシリアへの毎年の貢納を打ち切り、極めて積極的な外交政策を追求した。これは恐らくアッシリア帝国全土で発生していた反アッシリア反乱の波に触発されたものである。ヒゼキヤはエジプトおよびアシュケロンの反アッシリア的な王シドキアと共謀してアッシリアに忠実なペリシテの都市を攻撃し、アッシリアの属国エクロンの王パディを捕らえ、ユダ王国の首都イェルサレムに彼を幽閉した。北部レヴァントにおいてかつてアッシリアの属国であった都市群がテュロスとシドンの王ルリの周囲に集まった。アッシリア帝国西部の反アッシリア感情はセンナケリブの宿敵であったメロダク・バルアダン2世によって煽られた。彼はヒゼキヤのような西方の支配者と連絡をとり贈り物を送った。これは恐らく反アッシリアの同盟を結成したいと望んでのものであった。

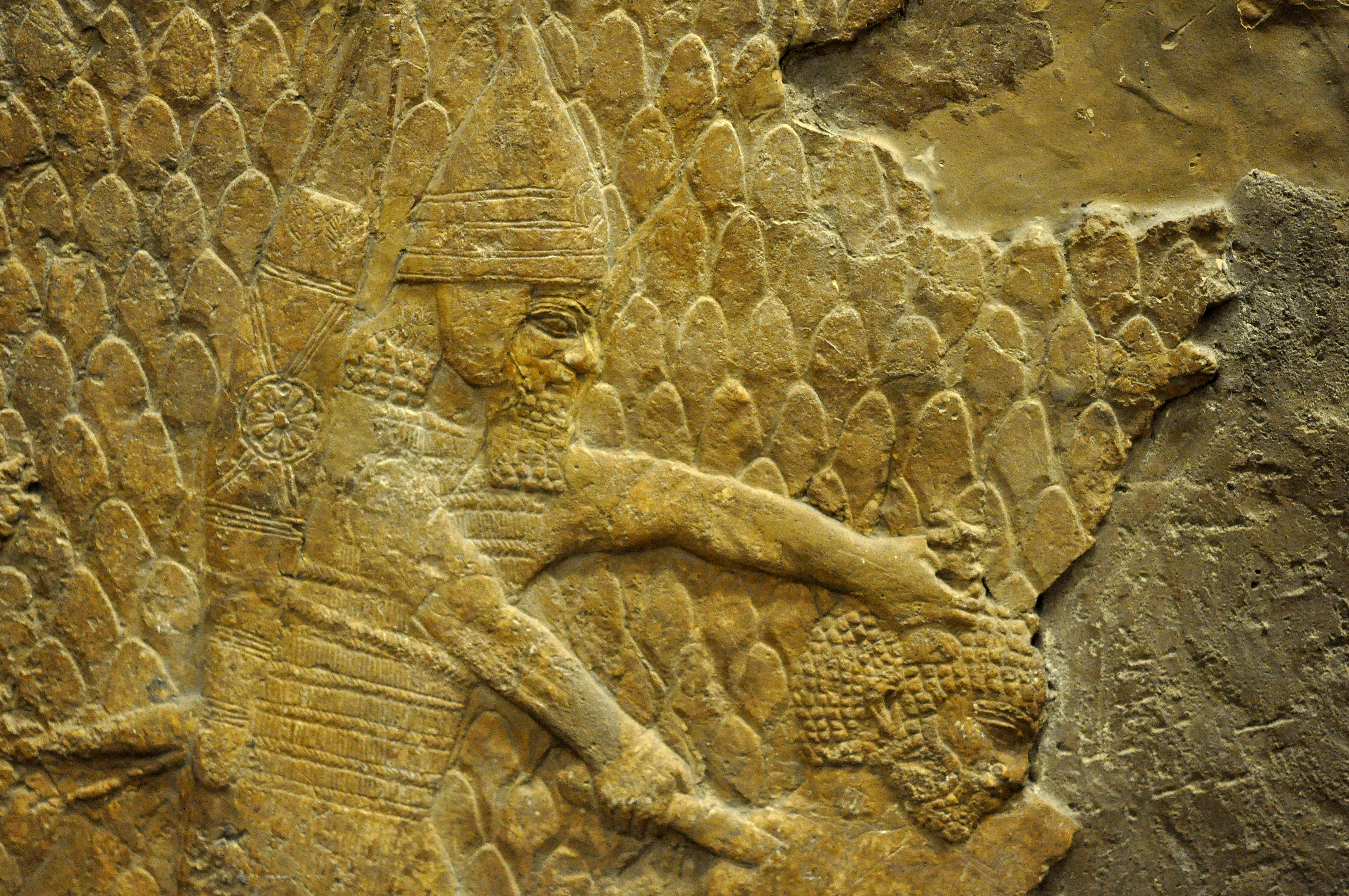
ラキシュの捕虜を斬首するアッシリア兵を描いたレリーフ。大英博物館収蔵。

前701年、センナケリブはまず、北方のシロ・ヒッタイトとフェニキアの都市を攻撃するべく移動した。これらの都市の支配者たちの多くが以前も以後もそうしたように、ルリはアッシリア人の憤怒に対抗するのではなく逃亡することを決め、小舟でセンナケリブの手の届かないところまで逃げた。センナケリブはルリに代えてエスバアルという名前の貴族を自らの臣下として新たなシドンの王に据え、周辺の諸都市の多くが彼に帰順するのを監督した。アッシリアの大軍が近郊まで迫るにおよんで、アンモンのバドゥ・イル、モアブのカムス・ナドビ、アシュドドのミティニ、エドムのマリク・ランムを含むレヴァント諸国の支配者たちは報復を避けるため速やかに帰順した。
レヴァント南部における抵抗は簡単には制圧されず、センナケリブはこの地域への侵攻を余儀なくされた。アッシリア人はアシュケロンを制圧して、シドキアを破り、その後も進軍していくつもの都市を包囲した。アッシリア軍がエクロン（Ekron）を再制圧する準備を行っている中、ヒゼキヤの同盟国エジプトがこの戦いに介入したが、エジプトの遠征軍はエルテケ市近郊の戦いで敗れた。エクロン市とティムナハ市は占領され、ユダ王国は孤立した。センナケリブの視線はその首都イェルサレムに向けられた。センナケリブの軍隊の一部がイェルサレムを封鎖する準備をしている間、センナケリブ自身はユダの重要な都市ラキシュへと向かった。イェルサレムの封鎖とラキシュ包囲の両方が、恐らくエジプトのさらなる支援がヒゼキヤの下に届くのを防ぎ、この地域のより小さな国々の王たちを脅すことに貢献したであろう。ラキシュ市の包囲はこの町の破壊をもって終わった。この包囲は非常に長期にわたったため、守備隊は物資不足に陥り、最終的に金属ではなく骨で作った矢を使うようになった。ラキシュ占領のため、アッシリア軍は市壁の上に登るべく巨大な攻城用の塚（siege mound、基本的には石と土で作られた傾斜路）を構築した。ラキシュ市が破壊された後、生存者はアッシリア帝国に強制移住させられた。彼らの一部はセンナケリブの建設事業の支援に回され、その他は王の護衛隊として雇用された。

### イェルサレムの門のセンナケリブ

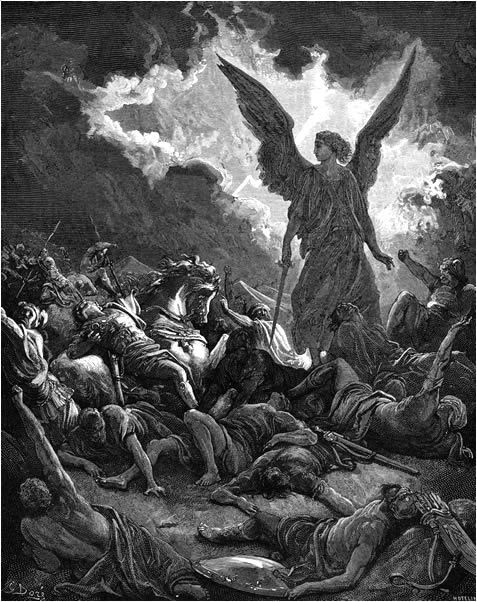
ギュスターヴ・ドレによる19世紀の木版画。イェルサレムの外で天使がセンナケリブの軍隊を破壊した『旧約聖書』の物語を描いている。

イェルサレムでの出来事についてのセンナケリブの記録は次のように始まる。「ヒゼキヤに関して...鳥籠の鳥の如く、余は彼の王都イェルサレムに彼を閉じ込めた。余は前哨地で彼を囲み、イェルサレムの市門から出て余は彼のために禁忌を定めた」。従ってイェルサレムはある程度封鎖されたが、大規模軍事活動の欠如と然るべき攻城兵器の欠如から見て、それは完全な包囲ではなかった。
『旧約聖書』「列王記」がこの出来事に説明しているところでは、ラブ・シャケ（Rabshakeh）という称号を帯びたアッシリアの高官が市門の正面に立ち降伏を要求した。伝承では、ラブ・シャケは「自分の糞尿を食い飲みするに至る」というフレーズを用い、彼ら間もなく経験することになる困難な状況を説明して彼らを脅した。この作戦に関するアッシリアの記録からはセンナケリブがこの場に存在していたように思わせるものであるが、明示的に述べられることはない。この遠征の浮彫の描写ではセンナケリブはイェルサレム攻撃準備を監督するのではなくラキシュの玉座に座している。聖書の記録によればヒゼキヤに対するセンナケリブの威圧的な代表者たちは、ラキシュに留まっていた王の下に戻ると、センナケリブがリブナとの戦いに突入しているのを見た。
イェルサレム周囲の封鎖についての聖書の記録はセンナケリブの年代記およびニネヴェのセンナケリブの宮殿に作られた巨大なレリーフの描写とは異なっている。これらアッシリアの記録はレヴァントへの遠征をイェルサレムではなく成功裡に終わったラキシュの包囲として描いている。イェルサレムは適切な包囲によって封鎖されておらず、利用可能な全ての史料から、アッシリアの大軍はイェルサレムの郊外、恐らくは北側に野営していたことが明らかである。

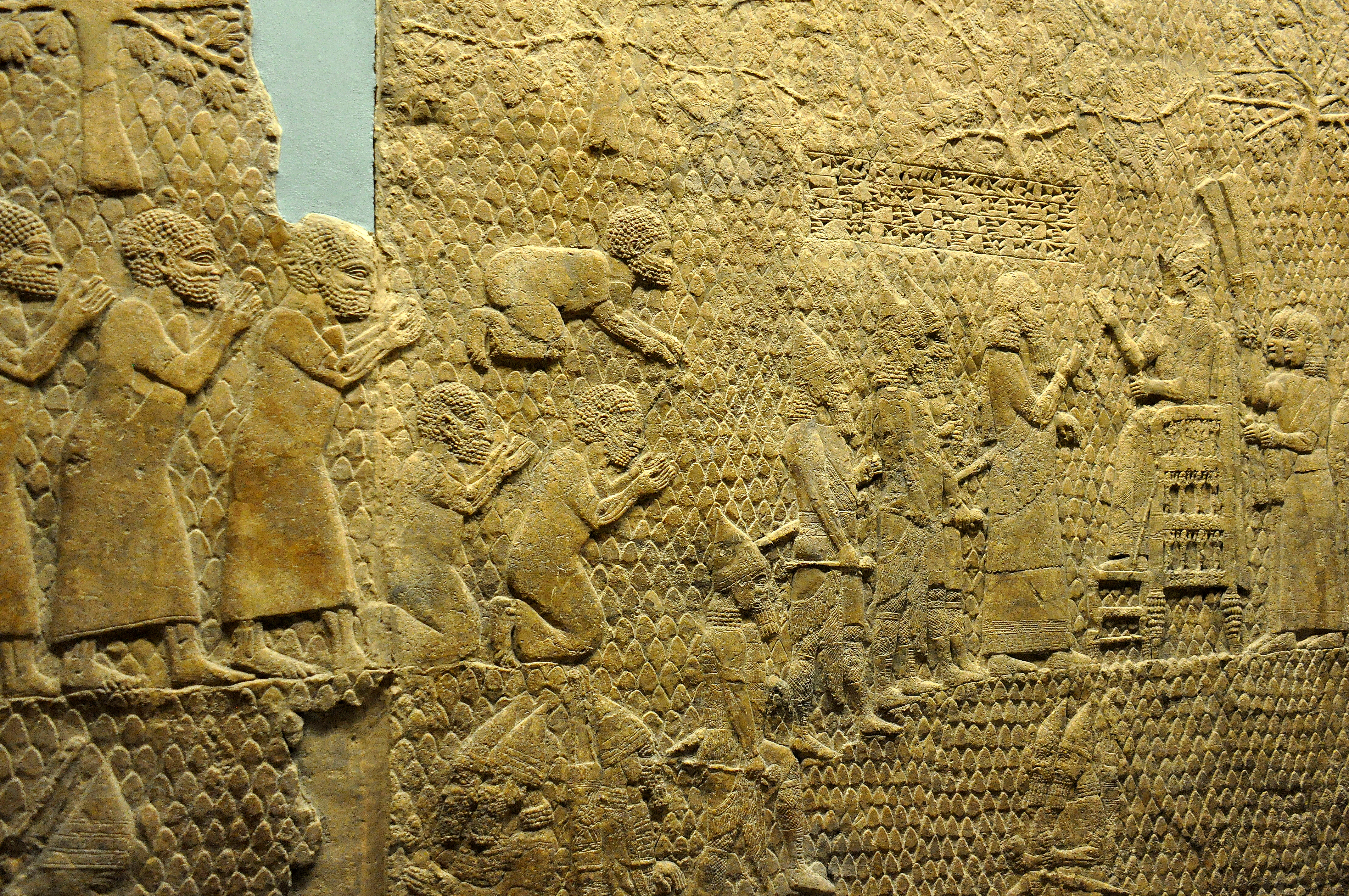
ラキシュにいるセンナケリブ（右端で玉座に座している）を描いたレリーフ。官吏と話しユダエアの捕虜たちを引見している。大英博物館収蔵。

イェルサレムの封鎖が重要な戦闘を伴うことなく終わったことは明白であるが、どのような経過によってこれが解決され、センナケリブの大軍によるイェルサレム制圧が止められたのかは不明である。イェルサレムに対するセンナケリブの攻撃終了についての聖書の記録ではヒゼキヤの兵士たちがイェルサレムの市壁に配置されアッシリア軍を防ぐ準備を整えていたこと、ヤハウェが遣わした破壊の天使とされる存在がセンナケリブの軍団を滅ぼし、イェルサレムの門前でアッシリアの兵士185,000人を殺害したことが述べられている。古代ギリシアの歴史家ヘロドトスはアッシリアの失敗について「無数の野ネズミ」がアッシリア軍の宿営に現れ、矢筒、弦などを食い荒らしたためアッシリア軍は武装を失って丸腰となり逃亡を余儀なくされたのが原因であるとしている。このネズミの大量発生の物語はアッシリアの野営地を襲った何らかの疫病、恐らくは敗血症性ペストの暗喩であるかもしれない。この戦いがアッシリアの完全なる敗北に終わったとは考え難い。これは特に、アッシリアの失敗に言及することに熱心であった同時代のバビロニアの年代記がこの出来事について沈黙しているためである。
イェルサレムの封鎖が完遂されなかったと思われるにもかかわらず、レヴァントへの遠征は概ねアッシリアの勝利であった。アッシリアがユダの重要な城塞都市の占領に成功し、いくつもの町と村を破壊した後、ヒゼキヤは自らの反アッシリア活動が軍事的・政治的な大失敗であることを認識し、アッシリアに再び服属した。ヒゼキヤは恐らく重い罰を受け、前705年から前701年にかけてニネヴェに送らなかった貢納も納めるとともに、以前よりも重い貢納を払うことを余儀なくされた。彼はまた、幽閉していたエクロンの王パディの解放を強要され、この遠征の結果としてユダはかなりの範囲の領土を失った。センナケリブはユダから奪った領土の一部をガザ、アシュドド、エクロンといった周辺の国々に与えた。

### バビロニア問題の解決

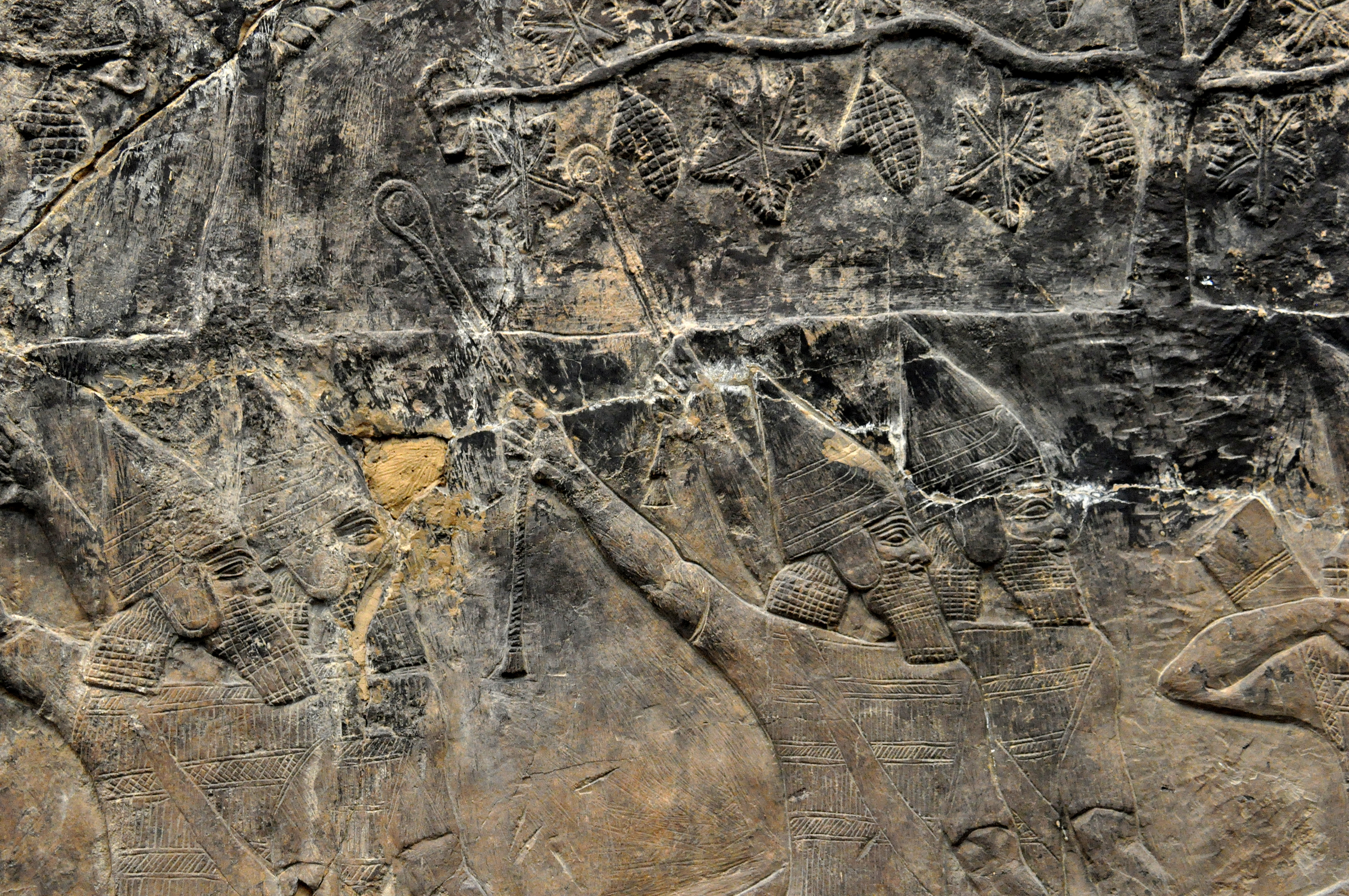
センナケリブ治世中に作られた浮彫。敵都市へ向けて石を投げる投石手（slinger）を描いている。大英博物館収蔵。

レヴァントにおけるセンナケリブの勝利はこれまでのアッシリアがあげてきた数多くの輝かしい勝利と比べて決定的なものではなく、このことが、バビロンの属王ベール・イブニがエラム人とメロダク・バルアダン2世の声に耳を傾けることに繋がったかもしれない。メロダク・バルアダン2世がバビロニアで活動し続けていたため、センナケリブは前700年にバビロニアへの遠征を行い、メロダク・バルアダン2世の共犯と考えたのか、あるいは彼の無能の故か、ベール・イブニを王位から排除した。センナケリブによるメロダク・バルアダン2世追跡は苛烈を極め、メロダク・バルアダン2世は自らに従う人々と財宝を載せて小舟の船団でペルシア湾を渡り、エラムの都市ナギトゥに逃れた。勝利の後、センナケリブはバビロニアを統治する新たな手段を試み、息子のアッシュル・ナディン・シュミをバビロニアの統治に当たらせるべく属王に任命した。
アッシュル・ナディン・シュミはまたmāru rēštûという称号も帯びていた。この称号は「卓越した息子」あるいは「長男」と解釈することができる。彼のバビロニア王への任命とこの新たな称号は、アッシュル・ナディン・シュミがセンナケリブの死後にアッシリア王位を継承するべく準備が整えられていたことを示している。アッシュル・ナディン・シュミがmāru rēštûという称号を持っていたことは恐らくセンナケリブの王太子であったことを意味する。これが「卓越した」という意味であるならば、それは王太子にこそ相応しいであろうし、「長男」を意味するならばやはりアッシュル・ナディン・シュミが後継者であることを示す。ほとんどの場合、アッシリア人は最年長の息子が相続するという長子相続の原理に従っていた。アッシュル・ナディン・シュミがセンナケリブの王太子であったことを裏付けるより重要な証拠は、センナケリブがアッシュル・ナディン・シュミのための宮殿をアッシュル市に建設していることである。センナケリブは後に、別の王太子エサルハドンのためにも何らかのことを行った。バビロンのアッシリア人王としてのアッシュル・ナディン・シュミの地位は政治的に重要かつ高度に繊細なものであり、新アッシリア帝国全体の継承者たらんとする彼に貴重な経験を与えるものであったことであろう。
その後の数年間、バビロニアは比較的平穏であり、センナケリブは別の地域への遠征を行った。前699年に行われたセンナケリブの5番目の遠征では、ニネヴェ北東に位置するジュディ山麓一帯の村落に対する一連の襲撃が行われた。センナケリブ自身が参加することなく、将軍に任された別の小規模な遠征としては、反逆したアッシリアのキリキア総督キルア（Kirua）に対する前698年のもの、理由不明のテガラマ市に対する前695年のものがある。これらが行われた年月を通じて、生き残っていたメロダク・バルアダン2世はセンナケリブの側面に刺さった棘となっていたと思われる。そのため、彼は前694年に、メロダク・バルアダン2世を追ってエラムに侵攻することを決定した。

### エラム遠征と報復

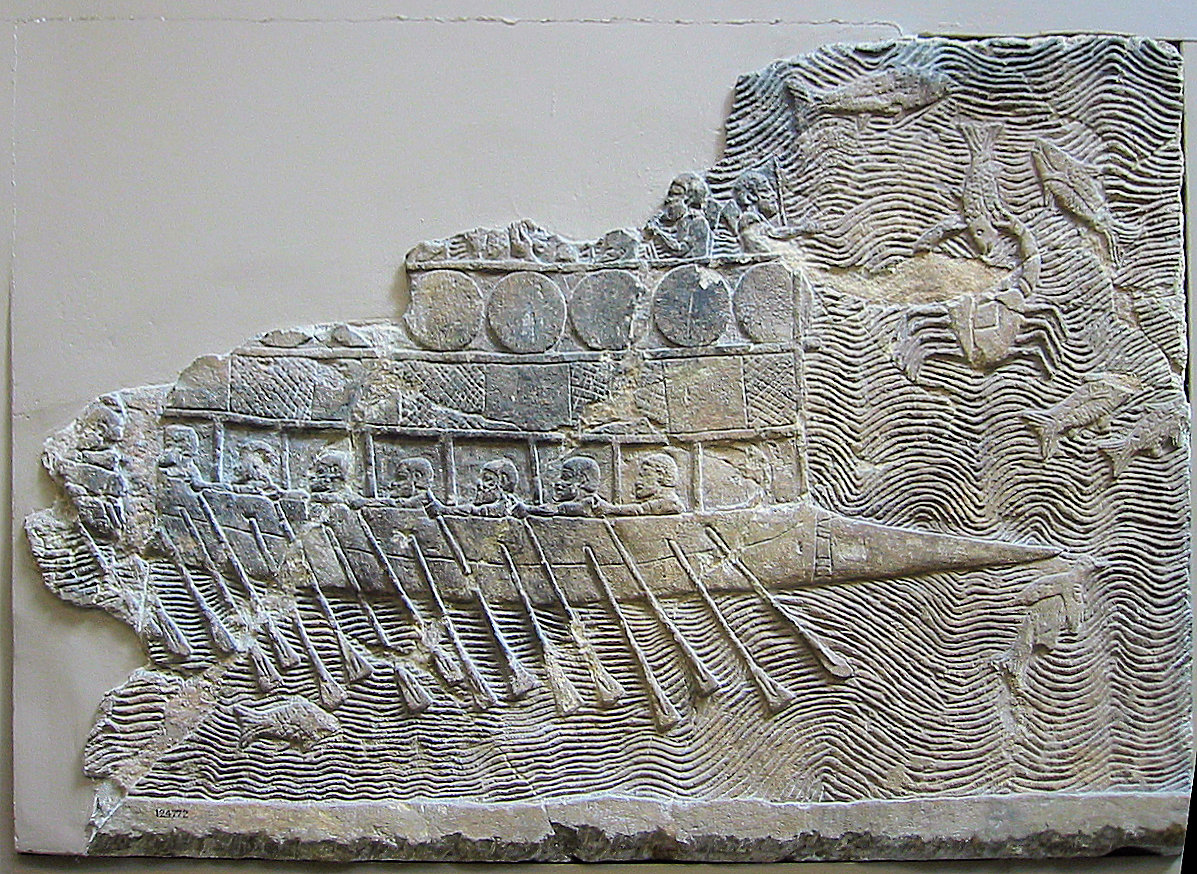
センナケリブの浮彫の1つに描かれたアッシリアの軍船。大英博物館収蔵。

エラムへの遠征の目的は、エラム自体の打倒ではなく、脱出したメロダク・バルアダン2世を捕らえることにあった。この準備のため、センナケリブはしばらくの間、ユーフラテス川北部とティグリス川沿いのニネヴェでフェニキアの造船技師たちによる大艦隊の建設を監督した。テュロス、シドン、キュプロスの船員が乗り込んだこの艦隊の船は、その後アッシリア軍の大部分をオピスの町まで輸送した。そこで、これらの船は陸揚げされ、ローラーかそりでアラハトゥ運河に運ばれた。これは恐らくユーフラテス・ティグリス両河川の下流部がエラムの影響下に置かれていたための措置である。バビロンの南のアラハトゥ運河とユーフラテス川の合流地点から、アッシリア軍はユーフラテス川河口へ向けて行軍した。センナケリブ自身はニネヴェからユーフラテス川河口までの全行程を船ではなく陸路で進行した。バーブ・サレメティの町から、センナケリブは残りの軍隊と合流し、船でペルシア湾を渡った。この旅程は5日を要し、明らかに困難なものであったが、深淵の神エアへの犠牲が繰り返し捧げられ、無事、アッシリア軍はエラムの海岸に上陸した。

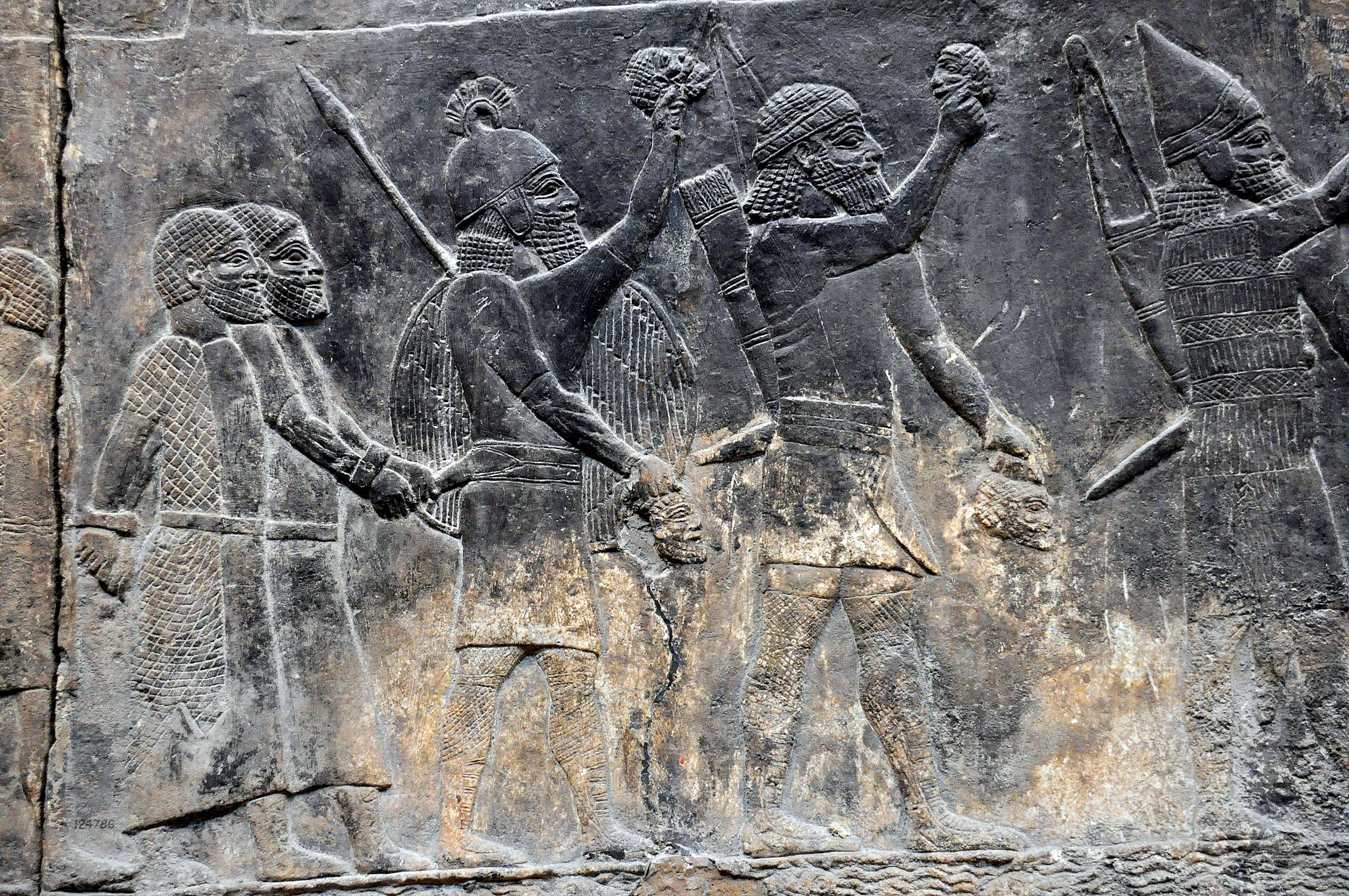
センナケリブの浮彫の1つに描かれたアッシリアの兵士たち。捕虜と戦利品を携えている。大英博物館収蔵。

激しい抵抗を受けながらもセンナケリブの軍隊は勝利し、いくつもの町を占領した。彼自身の記録ではこの出来事は「大勝利」と記録されている。捕らえられた多くのカルデア人とエラム人は戦利品として彼の兵士たちに分配された。センナケリブは宿敵メロダク・バルアダン2世に対する復讐を行ったが、彼は生きてこれを見ることなく、この直前に自然死していたものと見られる。この遠征は完全な成功ではなかった。シュトゥル・ナフンテの後継者であるエラム王、ハルシュ・インシュシナクはこの侵略に報復すべくバビロニアを攻撃した。一部のバビロニア人は独立を回復することを望み、バビロニア王アッシュル・ナディン・シュミをシッパル市で捕らえてエラム側に引き渡した。アッシュル・ナディン・シュミはエラムへと連れ去られ、恐らくは処刑された。その後、彼は二度と史料に登場しない。ハルシュ・インシュシナクはアッシュル・ナディン・シュミに代えて、現地人のネルガル・ウシェジブをバビロンの王とした。
エラムとバビロニアの両方によって本国から切り離されたセンナケリブの立場は不利であり、当初、エラムとバビロニアの同盟軍の作戦は順調に進んでいた。だが、前694年6月または7月、ネルガル・ウシェジブはニップル市を占領したが、3ヶ月後にはアッシリア軍がウルクを占領し、早くも戦況はアッシリア軍の優位に変わった。前693年、ネルガル・ウシェジブとエラムはニップル近郊でアッシリア軍を攻撃したが撃破され、ネルガル・ウシェジブは捕らわれてニネヴェに幽閉された。この直後、エラムで反乱が発生し、ニップルでの敗北の3週間後、ハルシュ・インシュシナクはクティル・ナフンテ3世に取って代わられた。バビロニア人はなおも降伏せず、ネルガル・ウシェジブに代わってカルデア人のムシェズィプ・マルドゥクを新たな王であると宣言した。この問題を処理するより先に、センナケリブはエラムを破ることを決意した。アッシリア軍は46の都市を占領し破壊したが、エラム軍は戦闘を拒否して新たな王共々、山岳地帯に退いた。冬が迫ってきたことと、雪と雨も相まって、センナケリブは追撃をやめニネヴェに戻った。

### バビロンの破壊

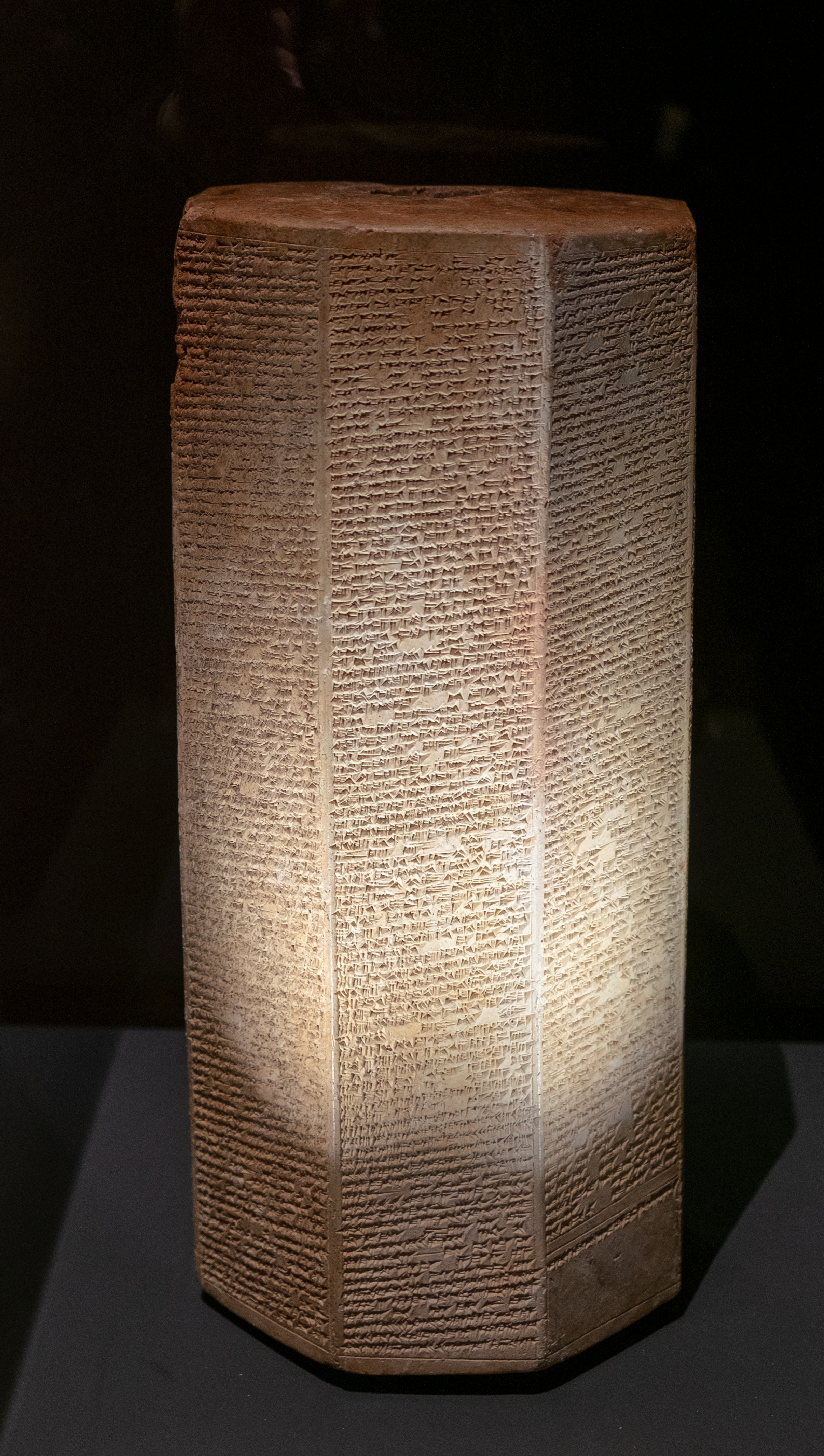
センナケリブのプリズム（角柱）。バビロン破壊で最高潮に達するセンナケリブの軍事遠征の記録がある。大英博物館、BM91032。

在位僅か10ヶ月でクティル・ナフンテ3世はフンバン・ヌメナ3世にエラム王の座を取って代わられた。センナケリブはバビロニアの敵を決定的に打破する時が来たと判断した。アッシリアの侵略の脅威が迫る中、バビロニア人は主神マルドゥクの神殿から剥ぎ取った貴重な品々を新たなエラム王に贈り、エラムからの支援の継続を速やかに確保した。アッシリアの記録では、フンバン・ヌメナ3世のバビロニア支援の決定は愚かな行動とされており、彼は「何らの感性も判断力もない男」として描かれている。前691年、ムシェジブ・マルドゥクの反アッシリア連合軍がセンナケリブを攻撃した。フンバン・ヌメナ3世とその配下の将軍フンバン・ウンダシャがハルレの戦いでこの連合軍を指揮した。この戦いの結果は不明である。バビロニアとアッシリア双方の文書が大勝利を主張している。アッシリアの文書は後のバビロン包囲までの間、バビロニアでの出来事に再び言及していないことからみて、恐らく多くの犠牲を出してはいたが、この戦いはバビロニアの勝利に終わった可能性が高い。センナケリブはニネヴェへ戻り、バビロニア王ウシェジブ・マルドゥクとエラム王フンバン・ヌメナ3世はそれぞれの王位を維持した。
前690年、フンバン・ヌメナ3世は脳卒中になり、彼のあごは言葉を話すことができない状態で固まった。この状況を利用して、センナケリブはバビロンに対する最後の遠征に取り掛かった。当初、バビロニア人は優勢であったが、それは短期間しか続かず、既に同年中にバビロン市の包囲が本格化した。バビロンは15か月にわたる包囲の末、前689年にセンナケリブによって陥落させられた。陥落の時点でバビロンの立場は悪いものであったかもしれない。父サルゴン2世によるバビロンの占領と、バビロン市の怒れる神々が父親の非業の死をもたらす役割を果たしたかもしれないと心配したかつてのセンナケリブではなくなり、今や息子の死の復讐を望み、帝国の国境内で繰り返し彼の統治に対して反乱を起こす都市への忍耐を失っていた。センナケリブは臣民に対して彼に対する攻撃を促したバビロンの神々への愛情を持っておらず、その都市の破壊を決定した。彼自身の記録ではこの破壊は次のように述べられている。
我が地へと、余は生き残ったバビロンの王ムシェジブ・マルドゥク（Mušēzib-Marduk）を、彼の家族および官吏と共に連れて行った。余はこの都市の富－銀、金、宝石、資産と品々－を数え上げて我が民の手に渡し、彼らはそれを自身の物とした。我が民の手がそこに住まう神々を掴み倒し、打ち砕いた。彼らは資産と品々を取った。
余はこの都市を、その家々を、基礎から胸壁まで破壊した。余はそれらを荒廃させ焼いた。余は市の外壁と内壁の、神殿の、ジッグラトのレンガと土塁を破壊し、それらをアラハトゥ運河の中へと放り捨てた。余はこの都市の真ん中に運河を掘り、余はこの都市を水で圧倒し、余はその基礎を完全に消し去り、破滅的な洪水よりも徹底的に破壊した。将来、その都市と神殿の位置を知ることが不可能となるかも知れぬ程に、余はこれを水で完全に溶かし、浸水した土地の如くした。
センナケリブはバビロン市を破壊したが、なおもバビロンの古代の神々を幾ばくかは恐れていた。この遠征についての彼の記録の冒頭で、彼は明確にバビロニアの神々の聖域が自分の敵に経済的な支援を与えたことに言及する。神々の資産の押収とその神像の破壊について描写する箇所は、センナケリブが「余」ではなく「我が民」を用いる数少ない例の1つである。この言葉は神殿が辿った運命について、センナケリブ自身ではなく、この神殿の人々の決定と、アッシリアの人々の行動に責任を帰するものである。
バビロンの破壊の最中に、センナケリブは神殿と神々の像を破壊したが、マルドゥク神像は例外であり、これはアッシリアへと持ち帰った。アッシリアではバビロンとその神々は大きな尊敬を得ていたため、この破壊はアッシリア国内において驚愕をもたらした。センナケリブは宗教的プロパガンダのキャンペーンによって本国の人々に対して自分の行動を正当化しようと試みた。このキャンペーンの中の要素として、彼はアッシリアの神アッシュルの前でマルドゥクが審判にかけられるという神話を作らせた。この文書は断片的であるが、マルドゥクは何らかの重大な罪によって有罪を宣告されたものと思われる。センナケリブはバビロニアの反乱を彼が打ち破ったことについてバビロニアの創世神話の言葉をもって描写し、バビロンを悪魔の女神ティアマトに、自らをマルドゥクになぞらえた。アッシュル神は新年祭におけるマルドゥクの役割を奪い、新年祭が行われるバビロンの神殿には象徴的なバビロンの瓦礫の山が築かれた。バビロニアではセンナケリブの政策によって人々の間に根深い憎しみが植え付けられた。
センナケリブの目標は政治的実体としてのバビロニアを完全に根絶することであった。バビロニア北部領土の一部はアッシリアの属州とされ、センナケリブはバビロン自体を再建しようとはしなかった。バビロニアの年代記ではこの時代はこの地に王がいなかった「空位」時代として言及されている。

### ニネヴェの建設

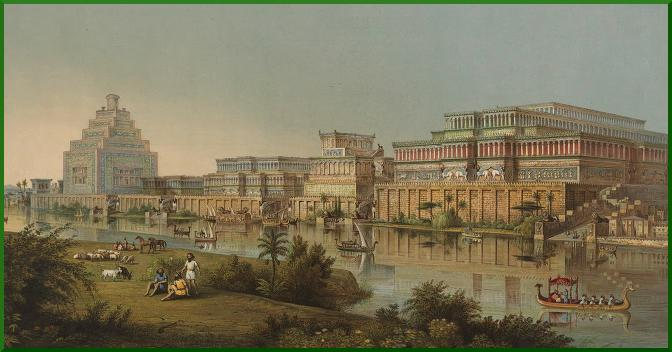
イギリスの考古学者オースティン・ヘンリー・レヤードによる19世紀のニネヴェ復元。

バビロンとの最後の戦争の後、センナケリブは残りの治世を平和裏に過ごしたと思われ、大規模な遠征を開始するのではなく、新たな首都ニネヴェの改良に時を費やした。ニネヴェは数千年にわたり北部メソポタミアの重要都市であった。ニネヴェにおける人類居住の最古の痕跡は前7千年紀と前4千年紀に遡り、北部メソポタミアの重要な行政中心地を形成していた。センナケリブがニネヴェを彼の新たな首都とした時、この都市において古代世界で最も野心的な建設事業が執り行われ、それ以前においてはやや無視される傾向にあったニネヴェは完全に変化した。

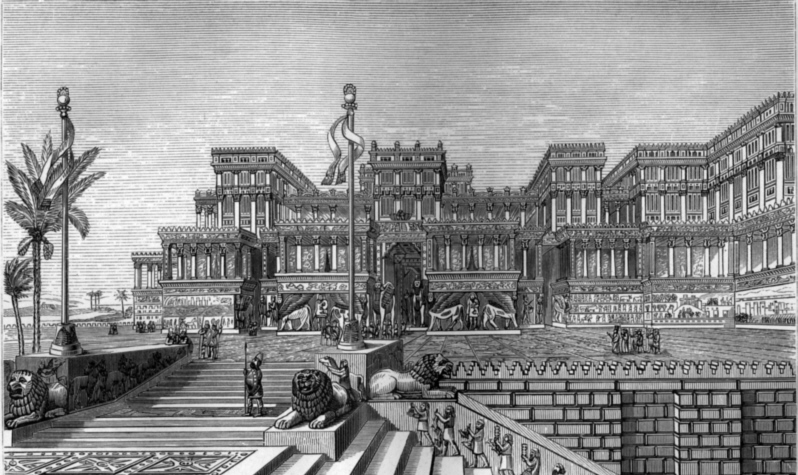
ジョン・フィリップ・ニューマンによるニネヴェにあったセンナケリブの「無比の宮殿」の復元。

前702年の日付を持つ、ニネヴェの建設事業について述べる最初の碑文は、ニネヴェの南西部に建設された巨大な邸宅、南西宮殿（the Southwest Palace）に関係するものである。センナケリブはこの宮殿を「無比の宮殿（ekallu ša šānina la išu）」と呼んだ。この建設の過程で、既に存在していた小さな宮殿が取り壊され、宮殿の塚の一部を浸食していた水の流れの向きが変えられた。そして新しい宮殿が建てられるテラスが作られて、レンガ160層の高さまで持ち上げられた。これら初期の碑文の多くが、既に完成したかのように新しい宮殿について語っているが、これは古代アッシリアにおいて建設事業について語る際の標準的な作法であった。センナケリブの初期の碑文でその建設が描写されるニネヴェは、その時点では彼の想像の中にしか存在しないものであった。
センナケリブの宮殿の玉座の間の壁は前700年までに建設されており、そのすぐ後に、内部を飾る浮彫が作られた。浮彫が施された後の宮殿建設の最終段階は、後期アッシリア建築を特徴づける、雄牛とライオンを模した巨大な像の建立であった。この種の石造はニネヴェから発見されているが、碑文で言及されている同様の巨大な貴金属製の像は現存していない。宮殿の屋根は、西方の山岳地帯から得られたイトスギ（cypress）とヒマラヤスギ（cedar）によって作られた。宮殿には複数の窓から光が入り、内部は銀と銅の釘、外部は釉薬を施したレンガで飾られていた。構造物全体の大きさは、下部の塚に沿って長さ450メートル、幅220メートルである。センナケリブの王妃、タシュメトゥ・シャラトに関連する地区にあったライオンの石造に刻まれた碑文の中に、王と王妃が共にこの新宮殿で健康に長生きすることを願う文章がある。この文章の内容は、次のとおりである。
そして、ベレト・イリ神が他の全ての女たちよりもより美しい面立ちに作り上げたる我が愛する妻、王妃タシュメトゥ・シャラトのために、余は愛・歓楽・喜びの宮殿を建てた。[...]神々の父たるアッシュル神と、天の女王イシュタル神の命ずるまま、我々がともに、この宮殿で、長く、健康かつ幸せに暮らし、そして幸福を楽しめますように！。
センナケリブの宮殿は、ドゥル・シャルキンに建てられたサルゴン2世の宮殿と恐らく同じような構造であったと考えられているが、特に内部の芸術的特徴にはいくつかの違いが見られる。サルゴン2世の浮彫は通常、王の近辺に他のアッシリアの貴族たちが描かれているが、センナケリブの芸術描写は通常、王は他の誰よりも高くそびえ立つように描かれ、また彼が戦車に乗っているためにそばには何者もいない。彼の浮彫はより大きな場面を描いており、そのうちの一部は鳥瞰図的な視点のものである。この芸術ではより自然主義的なアプローチの例もある。サルゴン2世の宮殿の雄牛は5つの足が描写されており、4本の足が両側から、2本の足が正面から見ることができるが、センナケリブの雄牛像は全て4本の足のみを持っている。センナケリブはこの新宮殿に美しい庭園を建設し、様々な樹木や草を帝国中、さらには外国から運び込んだ。ワタの木は恐らく遥か遠くインドから輸入されたかもしれない。古代世界の七不思議の1つである有名なバビロンの空中庭園は実際にはニネヴェにあるこれらの庭園であったと考える者もいるが、一方で、バビロンにも王の堂々たる庭園があり、この見解の説得力をいくらか失わせる。
宮殿に加えて、センナケリブはニネヴェでの他の建設事業も監督した。彼はニネヴェの南の丘に第2の宮殿を造営した。この宮殿は武具を保管するための兵器廠、およびアッシリアの常備軍のための恒久的な駐屯地として機能した。また、数多くの神殿が建設・修復された。これらの多くはクユンジクの丘（南西宮殿があった場所）にあり、その中には月神シン（センナケリブの名前を思い起こさせる）に捧げられた神殿もあった。センナケリブはまた、ニネヴェ市を南へ向けて大規模に拡張し、堀を伴う高さ25メートル、厚さ15メートルの巨大な新市壁を建てた。

### 陰謀・暗殺および王位継承

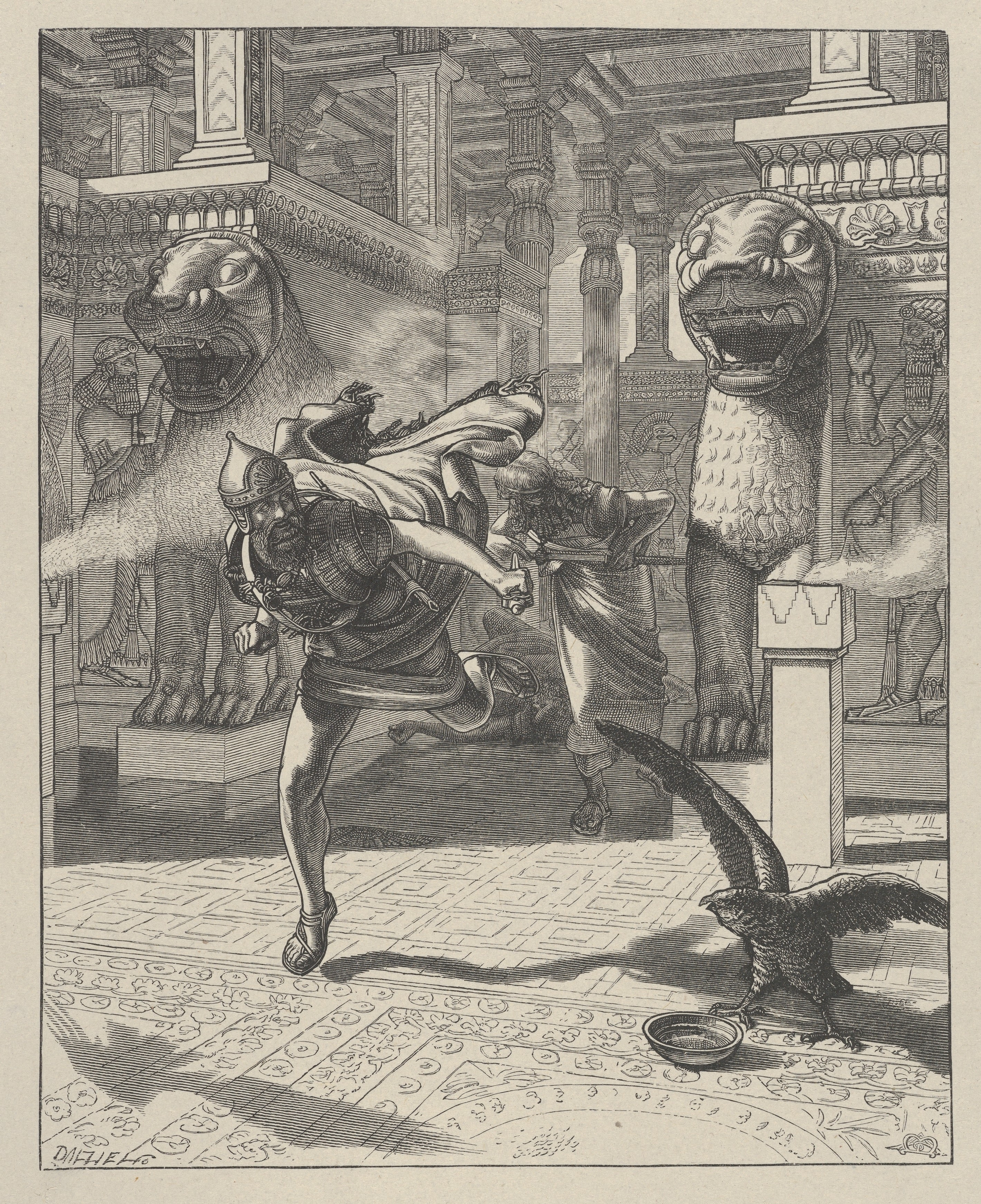
『Dalziel's Bible Gallery』（1881年）に掲載された「The Flight of Adrammelech」のイラスト。センナケリブ殺害後に逃走したアルダ・ムリッシとナブー・シャル・ウツルが描かれている。

本来の王太子であった長男アッシュル・ナディン・シュミが姿を消し、恐らくは処刑された時、センナケリブは存命中の息子の中で最年長のアルダ・ムリッシを新たな王太子に任命した。アルダ・ムリッシは前684年にセンナケリブが突如、弟のエサルハドンに王太子を変更するまでの間、明らかに後継者としての地位を持っていた。アルダ・ムリッシが突如王太子の地位から降ろされた理由は不明であるが、同時代の碑文から、彼が大きな失望を抱いたことをは明らかである。エサルハドンの母であり影響力のあったナキアが、センナケリブにエサルハドンを後継者とするよう説得したのかもしれない。王太子を降ろされたにもかかわらず、アルダ・ムリッシは人気を保ち続け、一部の臣下が密かに彼を王位継承者として支持していた。
センナケリブはアルダ・ムリッシに対してエサルハドンへの忠誠を誓うよう強要したが、アルダ・ムリッシはセンナケリブに自分を後継者に戻すように繰り返し主張した。センナケリブはアルダ・ムリッシの人気が高まっていることに気付き、エサルハドンの身を危ぶむようになったため、エサルハドンを西方の属州へと送った。エサルハドンの亡命により、アルダ・ムリッシの人気は頂点に達していたが、エサルハドンに対して何もすることが出来ない状態となり、困難な立場に置かれた。アルダ・ムリッシはこの機会を利用すべく、迅速に行動し武力をもって王位を得る必要があると決断した。アルダ・ムリッシは別の弟ナブー・シャル・ウツル（Nabu-shar-usur）と「反乱の誓約」を交わし、前681年10月20日、ニネヴェのある神殿の1つ、恐らくはシン神殿でセンナケリブを襲撃し殺害した。
当時世界で最も強大な帝国の君主であったセンナケリブの殺害は同時代の人々に大きな衝撃を与えた。メソポタミア、さらには他の古代オリエントの人々は強い感情と複雑な感覚でこの報せを受け取った。レヴァントとバビロニアの住民はこの報せを喜び、この出来事は彼らに対するセンナケリブの残虐な遠征への神の罰であると主張した。同時にアッシリアの反応は恐らく憤慨と恐怖であった。多くの史料がこの出来事を記録しており、『旧約聖書』の「列王記下」（19:37）、「イザヤ書」（37:38）にも言及がある。聖書ではアルダ・ムリッシはアドラメレク（Adrammelech）と呼ばれている。
センナケリブの暗殺に成功したにもかかわらず、アルダ・ムリッシは王位を得ることができなかった。王殺しは彼の支持者たちにいくらかの憤慨を呼び、戴冠式の実施を遅らせた。その間にエサルハドンが軍を立ち上げた。アルダ・ムリッシとナブー・シャル・ウツルが立ち上げた軍隊は帝国西方の都市ハニガルバトでエサルハドン軍と会敵した。アルダ・ムリッシ軍の兵士たちの大半が脱走してエサルハドンの下に走り、エサルハドンは抵抗を受けることなくニネヴェへと進み、彼が新たなアッシリア王となった。王位獲得の直後、エサルハドンは兄弟たちの家族を含め、彼の手の届くところにある全ての陰謀参加者と潜在的な敵を処刑した。ニネヴェの王宮の警護に関わる全ての従者も処刑された。アルダ・ムリッシとナブー・シャル・ウツルはこの粛清を生き延び、北方のウラルトゥ王国へと亡命した。

## 家族と子供たち

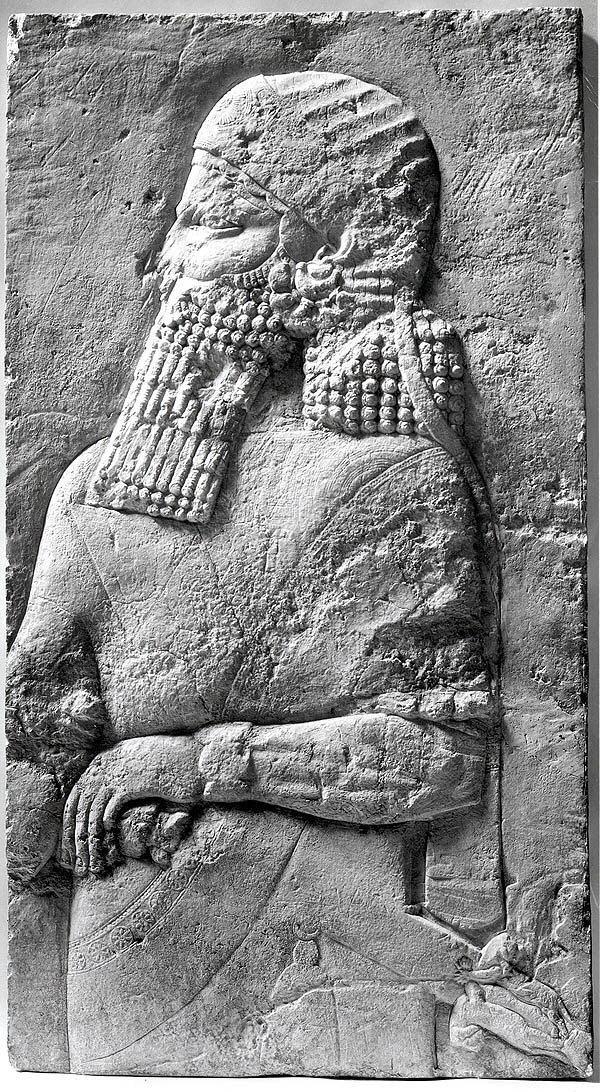
アッシリアの王太子が描かれた石碑。メトロポリタン美術館収蔵。センナケリブ治世中のものでアッシュル・ナディン・シュミ、アルダ・ムリッシ、エサルハドンのいずれかを描いている。

アッシリア王の伝統に倣い、センナケリブはハレムに多くの女性を持っていた。2人の妻の名前がわかっている。一人はタシュメトゥ・シャラト（Tashmetu-sharrat、アッカド語：Tašmetu-šarrat）であり、もう一人はナキア（Naqi'a）である。両者が王妃の地位を持っていたかどうかは不明である。同時代の史料からは、アッシリア王の家族には複数の妻がいたが、ある時点においてただ一人だけが王妃であり第一の配偶者として認識されたことがわかる。センナケリブの碑文では、センナケリブとタシュメトゥ・シャラトの信愛関係が示されており、センナケリブは彼女を「我が愛する妻」と呼びその美しさを公に賞賛している。
ナキアが王妃の地位を保持したことがあるのかどうかは不明である。彼女はエサルハドンの治世においては「王母」と呼ばれている。彼女がエサルハドンの母であったことから、この称号はセンナケリブの治世末期またはエサルハドンによって授与されたものかもしれない。タシュメトゥ・シャラトが長く第一の妻であったが、エサルハドン治世中に果たした役割故にナキアの方が今日より良く知られている。彼女がセンナケリブの妻の一人となった時、彼女はアッカド語の名前ザクトゥ（Zakûtu（ナキアはアラム語の名前である）を名乗った。ナキアが2つの名前を持っていたことは、彼女がアッシリア外部、恐らくはバビロニアかレヴァントの出身であったことを示すものかもしれない。しかしながら、彼女の出身に関する全ての説において、十分な証拠はない。

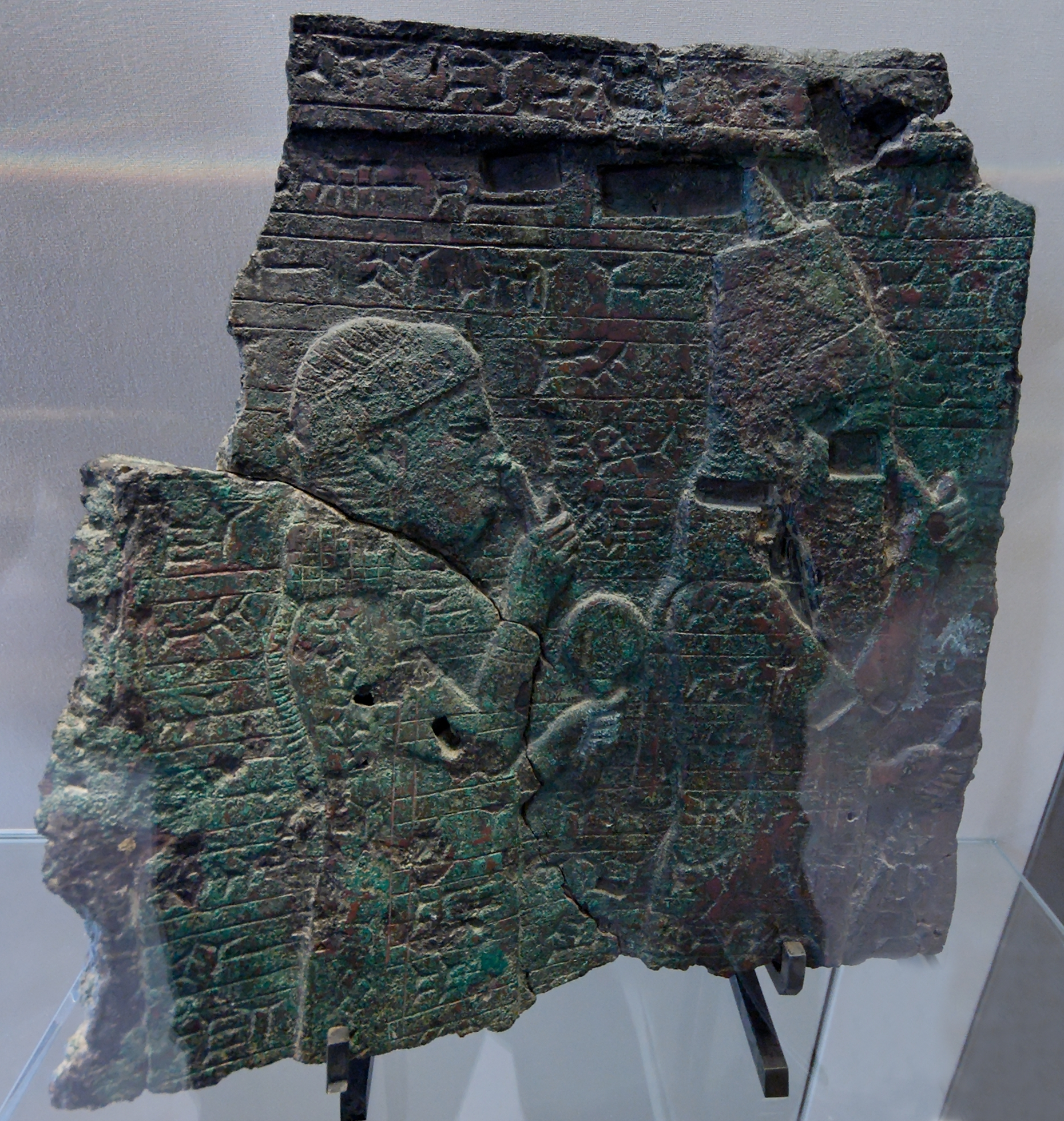
センナケリブ息子で後継者のエサルハドン（右）とその母（即ちセンナケリブの妻）ナキア（左）を描いた浮彫。ルーブル美術館収蔵。

センナケリブは少なくとも7人の息子と1人の娘を持っていた。ナキアの息子であることがわかっているエサルハドンを除き、それぞれの子供の母がセンナケリブの妻のうち誰であったのかは不明である。タシュメトゥ・シャラトは少なくとも彼らのうちの幾人かの母であった可能性が高い。彼らの名前は以下の通りである。
- アッシュル・ナディン・シュミ（アッカド語：Aššur-nādin-šumi[49]）：恐らくセンナケリブの長男。前700年にバビロンの王、および王太子に任命され、前694年にエラムに捕らえられ処刑されるまでその地位にあった[79]。
- アッシュル・イリ・ムバッリッス（アッカド語：Aššur-ili-muballissu[78]）：恐らくセンナケリブの次男（彼はmāru terdennu「次男」と呼ばれている）。「アッシュルの足元で生まれた」という言及がされていることから、彼は神職においてなんらかの役割を果たしていたものと思われる[78]。センナケリブは恐らく前700年以前のある時点で彼にアッシュル市に家を与えた。後世、ニネヴェの発掘で貴重な壺（vase）が発掘されている[80]。
- アルダ・ムリッシ：（アッカド語：Arda-Mulišši[81]）：前694年にアッシュル・ナディン・シュミが死亡した時、センナケリブの存命中の最年長の息子であった。前694年から王太子の地位にあり、前684年に理由は不明であるが、王太子の座がエサルハドンに移された。王位を自分のものとすべくセンナケリブを殺害した前681年の陰謀を画策した[75]。彼の軍隊がエサルハドンに敗れた後、ウラルトゥへと逃亡し、そこで前673年まで存命していた可能性がある[82]。
- アッシュル・シュム・ウシャブシ(アッカド語：Aššur-šumu-ušabši）：センナケリブの息子。他の兄弟との誕生順は不明である。彼はセンナケリブによってニネヴェに家を与えられている。この家の建設について述べている碑文が後世、ニネヴェで発見されている。この碑文の内容から、アッシュル・シュム・ウシャブシはこの家の建設が完了する前に死亡したものと考えられている[80]。
- エサルハドン（アッカド語：Aššur-aḫa-iddina[83]）：前684年から前681年までセンナケリブの王太子の座にあった年少の息子。その後、彼はアッシリア王位を継承し前681年から前669年まで在位した[75]。
- ネルガル・シュム・イブニ（アッカド語：Nergal-šumu-ibni）：センナケリブの別の息子。彼のフルネームが碑文に無いため、この名前は復元されたものである。彼はサマ（Sama）という名前の個人的な飼育係（horse raiser）を含む大勢の職員を雇ったことが言及されている。また、前683年に情報官として言及されている人物であるかもしれない。彼の名前はあるいはネルガル・シュム・ウツル（Nergal-šumu-uṣur）と復元されるかもしれない[80]。
- ナブー・シャル・ウツル（アッカド語：Nabû-šarru-uṣur[84]）：アルダ・ムリッシのセンナケリブ殺害と簒奪に加担した年若い弟。アルダ・ムリッシと共にウラルトゥへ逃亡した。そこで前673年まで存命していた可能性がある[75][82]。
- シャッディトゥ（アッカド語：Šadditu[80]）：センナケリブの娘の中で名前がわかっている唯一の人物。土地売却文書に登場しており、彼女のために保護の儀式が執り行われた。エサルハドン治世中も王族としての地位を維持していたことから、彼女は恐らくナキアの娘であったと見られる。彼女か、あるいは別の姉妹が前672年にシュシャンク（Shushanqu）と呼ばれるエジプトの貴族と結婚した[85]。

ギルガメシュのようなメソポタミアの神話的英雄といくつかの個人名をリストした小さな粘土板がニネヴェから発見されている。このリストにアッシュル・イリ・ムバッリッスが登場し、またアッシュル・ナディン・シュミ（またはアッシュル・シュム・ウシャブシ）と復元可能と思われる断片的な名前が一緒に登場していることから、一緒に掲載されている他の個人名がセンナケリブの他の息子たちであった可能性がある。掲載されている名前にはIle''e-bullutu-Aššur、アッシュル・ムカニシュ・イリヤ（Aššur-mukkaniš-ilija）、アナ・アッシュル・タクラク（Ana-Aššur-taklak）、アッシュル・バニ・ベリ（Aššur-bani-beli）、サマシュ・アンドゥラシュ（Samaš-andullašu）またはサマシュ・サラムシュ（Samaš-salamšu）、アッシュル・シャキン・リティ（Aššur-šakin-liti）がある。

## 性格
センナケリブの人格を推測するために使用可能な史料としては、彼の王碑文がある。しかしながら、これらは王自身ではなく、書記たちによって書かれた。彼らはしばしば、王を同時代と古代の全ての君主よりも優れた君主として描きだすことを意図したプロパガンダを行っていた。加えて、アッシリアの王碑文は軍事および建設に関わる事柄のみ言及する場合が多く、非常に定型的かつ各王ごとの差異に乏しい。しかしそれでも、彼の碑文を調べ、これらを他の王の碑文、および王以外の碑文と比較することでセンナケリブの性格のいくつかの側面を推測することが可能である。他のアッシリアの王たちの碑文と同じように、彼は誇り高さと強い自尊心を示している。それは例えば「神々の父なるアッシュル神は全ての統治者の中から確固として余を見つめ、（王の）玉座に座る（それら）全ての者どもの物よりも、我が武器を偉大な物とした。」というような一節である。複数のフレーズで、センナケリブの大いなる知性が協調されている。例えば「ニンシク（Ninshiku）神は余に賢者アダプ（Adapu）に等しき幅広き理解を賜り、（また）余に幅広き知恵を賜った。」と述べている。複数の碑文で彼ははっきりと「全ての統治者の最良（ašared kal malkī）」、および「完璧な人（eṭlu gitmālu）」と呼ばれている。センナケリブは王となった時、即位名を用いるのではなく誕生名を使用し続けることを決定した。即位にあたって名前を変えることは彼以前の少なくとも19～21人の王が行ったことであり、この決定はセンナケリブが持っていた自信を示唆している。センナケリブはそれまでのアッシリア王が使ったことのない複数の称号、例えば「正しさの守護者」「正義を愛する者」などを用いた。これは彼の治世と共に始まる新たな時代に、個人的な証を残したいという欲求を示している。
センナケリブは王となった時には既に大人であり、サルゴン2世の王太子を15年以上務め、帝国の行政を理解していた。（父親を含む）彼以前の、また彼以後の王たちと異なり、センナケリブは自らを征服者として描写したり、世界征服の大望を示したりすることはなかった。代わりに、センナケリブの碑文はしばしば大規模な建築事業を彼の治世の最も重要な部分として描いている。センナケリブの遠征の大半は征服を目的としたものではなく、彼の統治に対する反乱の鎮圧と失われた領土の回復、および建設事業の資金を得るための財宝の確保であった。センナケリブ自身ではなく彼の将軍たちが複数の遠征を率いた事実は、前任者たちほどには遠征への興味がセンナケリブにはなかったことを示している。センナケリブの記録で語られる、アッシリアの敵に与えられた残忍な報復と懲罰は、必ずしも真実を反映しているわけではない。これらはまた、プロパガンダのための脅迫の道具として、また心理戦において役立つものであった。

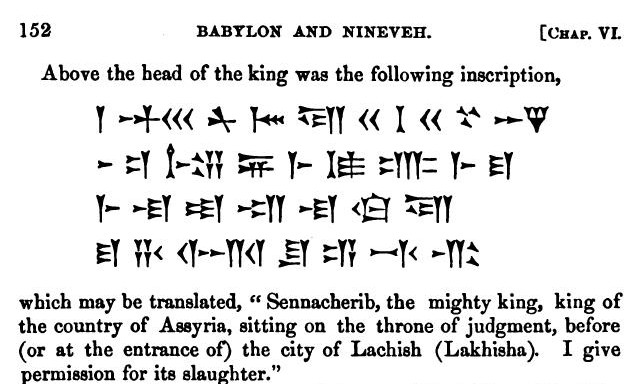
ラキシュ包囲戦を描いたレリーフにおいて、センナケリブの頭上にアッカド語で書かれた文章の英訳。オースティン・ヘンリー・レヤードの『Discoveries in the Ruins of Nineveh and Babylon』（1853年）より。

世界支配に対する関心の欠如が明白であるにもかかわらず、センナケリブは全世界の支配者であることを示す伝統的なメソポタミアの称号、「世界の王」「四方世界の王」を使用していた。「強き王」「強大なる王」などその他の称号が「強き戦士（zikaru qardu）」「荒れ狂う野牛（rīmu ekdu）」などの修辞と共に彼の力と偉大さを強調した。センナケリブは、成功しなかったものも含めて彼の全ての遠征を勝利したものとして記録した。これは必ずしも彼の個人的な誇りから来るものではなかった。もしも遠征が失敗すれば、彼の臣下たちはこれを、神々がもはや彼の統治を支持していない兆候であると見なしたことであろう。このため、センナケリブの考えでは、神々が彼を支持しているし、彼の戦争は全て正しいものであると確信していた。彼はアッシリアの敵を、神を尊重しない者たちと見なし、従って彼らは犯罪者として罰せられねばならなかった。
センナケリブは父サルゴン2世の破滅的な運命によって心的外傷後ストレス障害（PTSD）に苦しんでいた可能性がある。史料から、センナケリブは悪い報せを受けるとすぐに激怒していたと見られ、深刻な精神的問題を悪化させていたように思われる。彼の息子エサルハドンは碑文において、「alûの悪魔」がセンナケリブを苦しめたこと、そして占い師たちの中には当初誰もセンナケリブに悪魔を指し示す兆候を観察したことを勇気をもって報告するものがいなかったことを述べている。「alûの悪魔」が何であるのか完全に理解されてはいないが、同時代文書で描写されている典型的な症状には、自分が誰なのかわからなくなる、瞳孔の縮小、手足の強張り、発話不能と激しい幻聴などがある。
アッシリア学者ジュリアン・E・リード（Julian E. Reade ）とエッカート・フラーム（Eckart Frahm）は、センナケリブをフェミニストとして分類可能であるという説を唱えた。宮廷の女性メンバーは過去のアッシリア王たちよりもセンナケリブの治世においてより有力となり、大きな特権を享受した。女性親族に対する彼の政策の動機は不明である。自ら決定し軍を指揮する協力なアラビアの女王たちと遭遇したことで、権力を有力な将軍や大貴族たちから家族に移そうと考えたのかもしれない。あるいは彼は父親の思い出に対する扱いを補っていたのかもしれない。王族女性の地位向上の証拠としては、センナケリブの治世からそれ以前の王妃たちに比べてアッシリア王妃に言及する文書が増加すること、およびセンナケリブの王妃たちが王自身と同じように独立した軍事部隊を持っていたことなどが挙げられる。王族女性の地位向上を反映して、センナケリブの時代には女神がより頻繁に描かれるようになった。例えば、アッシュル神は頻繁に女性の伴侶、恐らくは女神ムッリッスとともに描かれている。

## 遺産

### センナケリブについての一般的な記憶

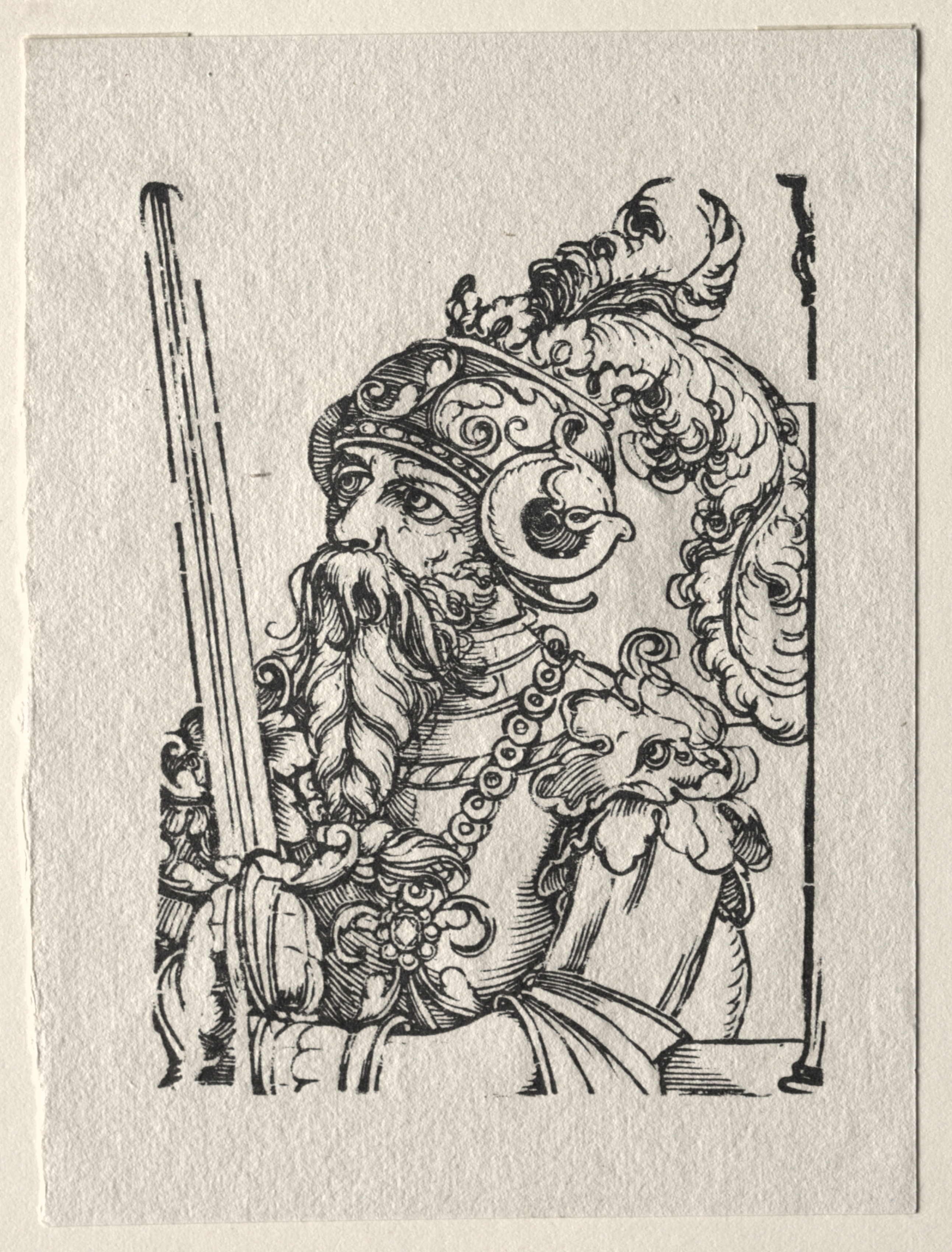
「旧約聖書の暴君」というタイトルがつけられた木版画シリーズの中の一枚。16世紀のドイツの画家・彫刻家ゲオルク・ペンツによるセンナケリブの木版画。

センナケリブの死の後の千年にわたり、一般的なこの王のイメージは否定的なものであった。これには主として2つの理由がある。第一に、聖書の物語においてセンナケリブはイェルサレムを奪おうとした邪悪な征服者という、否定的な描写をされていること。第二に、古代世界において最も著名な都市の1つであるバビロンを彼が破壊したことである。このセンナケリブに対する否定的な見解は現代まで続いた。センナケリブは無慈悲な肉食動物のようなものとして描写され、ロード・バイロンの有名な1815年の詩、『センナケリブの破滅』ではユダを攻撃する「追いすがるオオカミ（wolf on the fold）」として描写されている。
このアッシリア人は追いすがるオオカミのように下りてきた。
彼の一団は紫と金に輝いていた。
海原の上の星の如く彼らの槍は煌めく。
夜毎、青い波がガラリヤ深く巻き起こる時に。—センナケリブの破滅、first stanza.

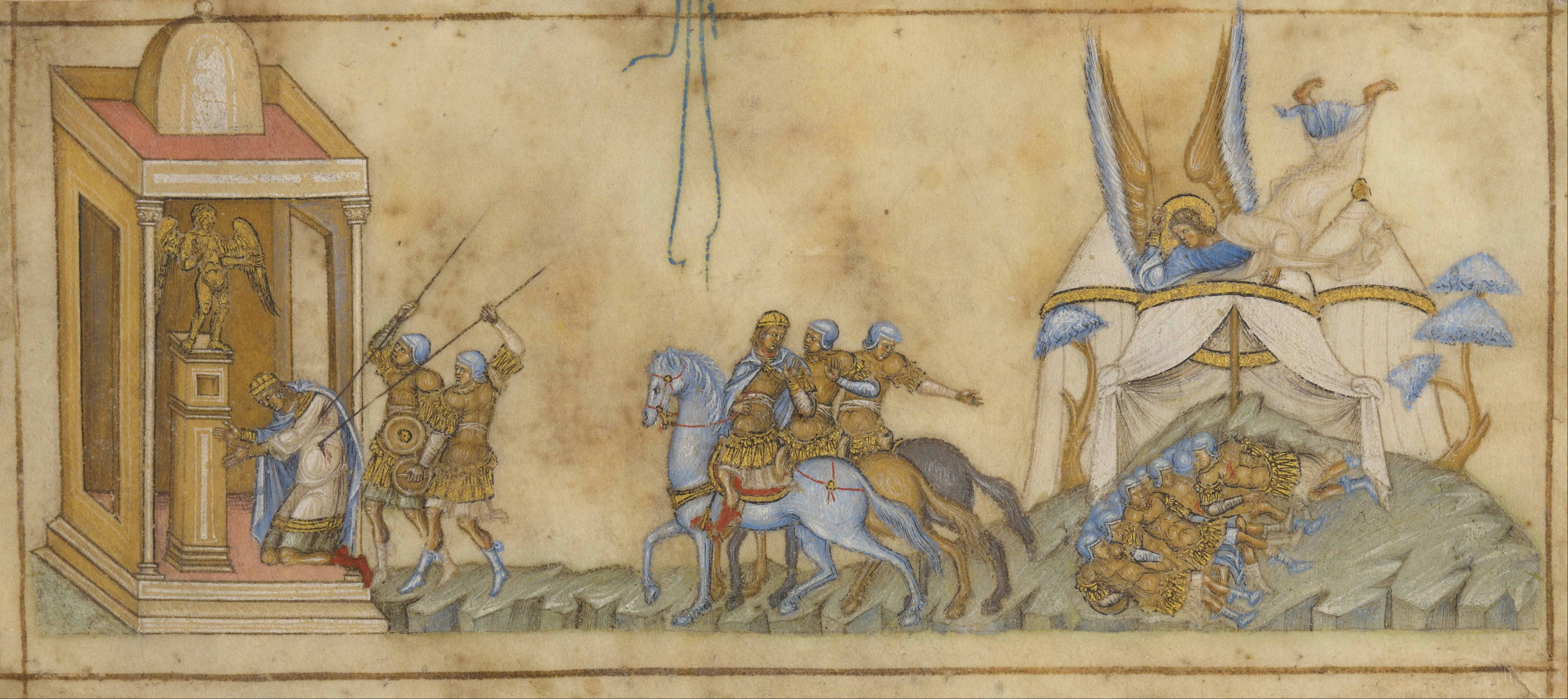
1300年頃シチリア王国で作られた『旧約聖書』の預言書の細密画。イスラエル人に対するセンナケリブの戦いの3つの場面を描いている。右は天使がセンナケリブの軍隊を破壊している様を描いている。中央はセンナケリブと残兵がニネヴェに帰還する様子を描いている。左は2人のセンナケリブの息子が異教の偶像の前で祈る彼を殺害している。

センナケリブの前701年のイェルサレムに対する攻撃は「世界的事件」であり、多数のある種全く異なるグループの運命を決定づけた。イェルサレム攻撃とその余波はアッシリア人とイスラエル人のみならず、バビロニア人、エジプト人、ヌビア人、シロ・ヒッタイト諸国、そしてアナトリアの住民に影響と重要な結果をもたらした。イェルサレム包囲は同時代史料だけではなく、後の民話や伝承、例えばアラム語の伝承や後のグレコ・ローマの中東の歴史家、さらには中世のシリア人キリスト教徒とアラブ人によっても語られている。センナケリブのレヴァント遠征は聖書において重要な出来事であり、多くの箇所、特に「列王記」18:13-19:37、20:6、および「歴代誌」32:1-23で取り上げられ、語られている。『旧約聖書』「列王記」におけるヒゼキヤ王治世の記録の大部分がセンナケリブの遠征に関するものであり、明確にヒゼキヤ時代の最も重要な出来事とされている。「歴代誌」では、センナケリブの失敗とヒゼキヤの成功が強調されている。アッシリアの遠征（ヒゼキヤの反乱行動に対する対応というよりは、侵略的行動として描写されている）は開始の時点で失敗する運命にあるとみなされている。この物語によれば、ユダヤ人の王ヒゼキヤの側に神がついていたため、ヒゼキヤに対して勝利を収めうる敵は存在せず、強力なアッシリア王ですら例外ではなかった。この戦いは聖戦、即ち異教徒センナケリブに対する神の戦いと同種のものとして描かれた。
その長い歴史の中で、アッシリアには100人以上の王がいたが、センナケリブは（息子のエサルハドン、孫アッシュルバニパルおよびシャマシュ・シュム・ウキンと共に）アッシリア王国滅亡後もアラム語とシリア語の伝承に長く記憶され続けた数少ない王の一人である。古代アラム語のアヒカル物語では、センナケリブは名誉ある人物アヒカルの善意の庇護者として描かれており、息子のエサルハドンはより否定的に描かれている。中世のシリアの物語では、センナケリブは家庭内の確執の結果として暗殺された典型的な異教の王として描かれ、彼の子供たちはキリスト教に改宗する。4世紀の聖人聖ベフナム（Behnam）と聖サラーフ（Sarah）の伝説では、センナケリブはシンハリブ（Sinharib）という名前で登場する。シンハリブは王であり、ベフナムとサラーフの父であるとされている。ベフナムがキリスト教に改宗した後、シンハリブは彼を処刑するように命じたが、後に深刻な病に犯された。この病はアッシュルの聖マタイによる洗礼によって治癒される。感謝したシンハリブはその後キリスト教に改宗し、モースル近くにディール・マール・マタイ（Deir Mar Mattai）と呼ばれる重要な修道院を建設した。
後のユダヤの伝承においても、センナケリブは様々な役割を担っている。『旧約聖書』やその後の物語を同様に考察したミドラーシュでは、前701年の出来事に対してしばしば詳細な検討が加えられている。センナケリブが配備した大軍について幾度も取り上げられ、彼が繰り返し占星術師に遠征について問い合わせて行動を遅延させた様子が指摘されている。この物語では、センナケリブの軍が撃破されたのは、ヒゼキヤが過越の前夜にハレルの詩編を唱えた時であった。この出来事は頻繁に終末論的な物語として描かれ、ヒゼキヤは救世主的な人物、センナケリブとその軍隊はゴグとマゴグを擬人化した存在として描写された。

### 考古学的発見

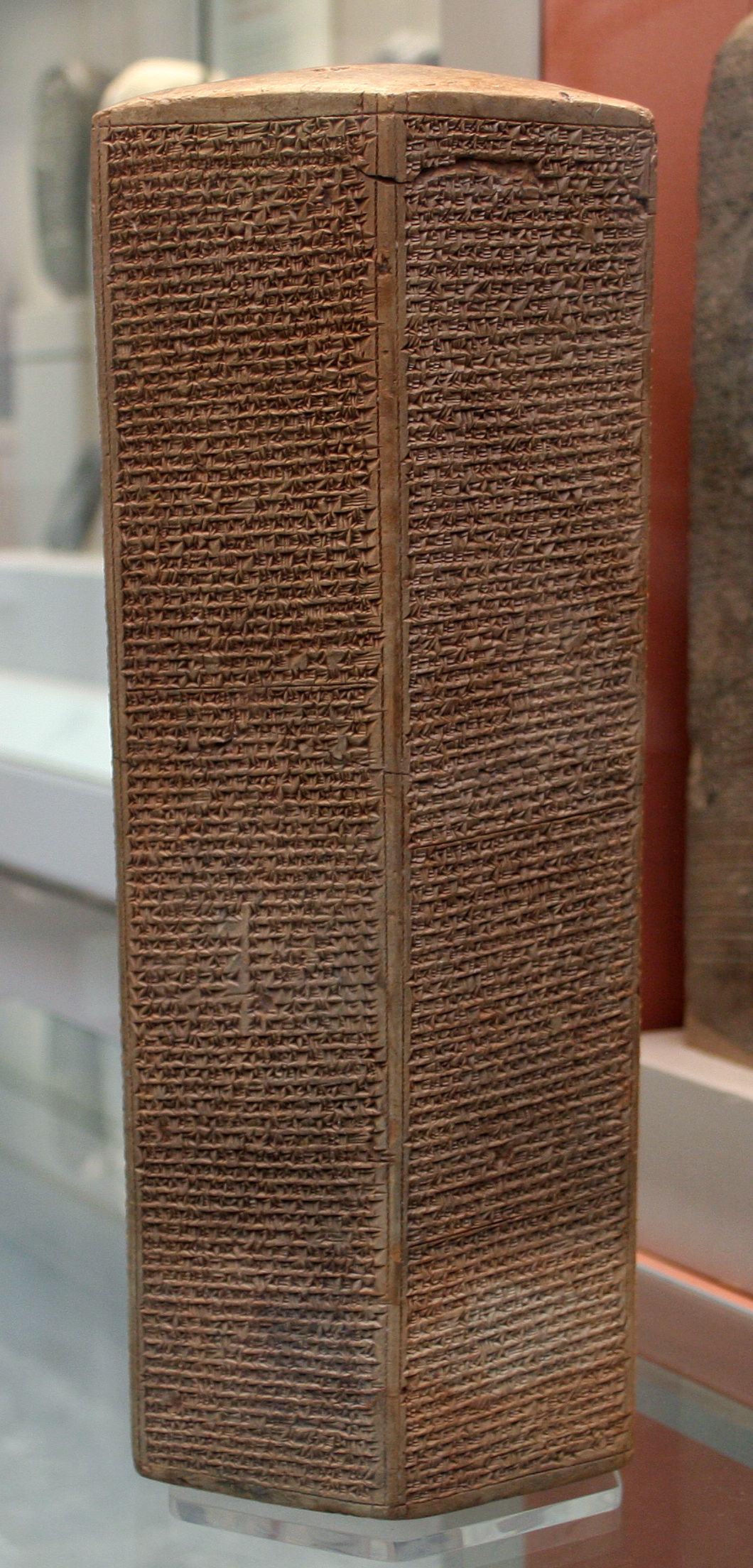
センナケリブのプリズム（角柱）であるテイラー・プリズム。大英博物館収蔵。センナケリブの年代記が含まれており、彼の軍事遠征について物語っている。

19世紀にセンナケリブ自身の碑文が発見され、その中で敵であるエラム人の喉を掻き切るように命令していることや、手や唇を切り落とすように命じていることなどの残虐かつ非道な行為が述べられていたことから、既に存在していた苛烈なイメージが増幅された。今日ではこのような碑文が数多く知られており、大部分はベルリンの中東博物館とロンドンの大英博物館のコレクションに保管されているが、他の機関や個人のコレクションとしてもその多くが全世界で所蔵されている。センナケリブの碑文はいくつかの大きな遺物と共にニネヴェにも残されており、そのうちのいくつかは再埋納されている。センナケリブ自身による彼の建設事業と軍事遠征の記録は、一般に彼の治世の「年代記（annals）」と呼ばれ、幾度も頻繁にコピーされ、彼の統治の間に新アッシリア帝国全域に広められた。センナケリブの治世の最初の6年の間、これらは粘土の円筒（cylinder）に書かれていたが、恐らくより大きな表面積を得るために、後に粘土の角柱（prism）に書くようになった。
センナケリブに関連する手紙は、父サルゴン2世や息子エサルハドンの知られている手紙よりも数が少ない。発見されているものの大部分はセンナケリブが王太子であった頃のものである。行政文書、経済文書、年代記などのようなセンナケリブ治世中の王室外の文書はより多く見つかっている。文書史料に加えて、センナケリブ時代の芸術作品の断片が数多く残されている。代表的なものとして、ニネヴェの宮殿の王の浮彫が挙げられる。これらの多くはセンナケリブの征服活動を描いており、時には、描いた場面を説明するための短い文章が添えられている。最初の発見と発掘は、1847年から1851年まで、イギリスの考古学者オースティン・ヘンリー・レヤードによって行われた。南西宮殿のセンナケリブのラキシュ包囲を描いた浮彫の発見は、聖書に記載された出来事の初めての考古学的証明であった。
ホルムズド・ラッサムとヘンリー・クレズウィック・ローリンソンが1852年から1854年まで、ウィリアム・ケネット・ロフタスが1854年から1855年まで、そしてジョージ・スミスが1873年から1874年まで、南西宮殿の更なる発掘を指揮した。この遺跡で発見した多くの碑文の中に、スミスは断片的な洪水の記録を見つけ出した。この発見は学者と一般大衆の間に大きな興奮をもたらした。スミスの発掘以降、この遺跡では複数回の本格的な発掘・調査が行われている。ホルムズド・ラッサムはこの地に戻り1878年から1882年まで、ウォーリス・バッジが1889年から1891年まで、レオナルド・ウィリアム・キングは1903年から1904年まで、レジナルド・キャンベル・トンプソンが1905年と1931年から1932年まで発掘を監督した。T・マドルーム（T. Madhloom）の下でイラク考古省（Iraqi Department of Antiquities）は1965年から1968年まで発掘を実施したが、これが最近における最後の発掘調査となっている。センナケリブの浮彫の多くは今日、ベルリン中東博物館、大英博物館、バグダードのイラク国立博物館、ニューヨークのメトロポリタン美術館、パリのルーブル美術館に展示されている。

## 称号
次の称号は前703年のバビロニア遠征の初期の記録で使用されている。
センナケリブ、大王、強き王、アッシリアの王、無比の王、正しき羊飼い、大いなる神々の寵愛を受ける者、敬虔なる羊飼い、大いなる神々を畏れる者、正義の守護者、正義を愛する者、手を貸す者、障害者を助けるべく来り、善行を志す者、完全なる英雄、強き男、全ての諸王の第一位、従順ならざる者を屈服させる首枷、落雷の如く敵を打つ者、大いなる山アッシュルは比ぶる者無き王権を余に賜り、我が武器を他の全ての君主の玉座に座る者たちのものよりも強くした。
この王号の異なるバージョンは、センナケリブの前700年のバビロニア遠征の後に書かれたニネヴェの南西宮殿の碑文で使用されている。
センナケリブ、大王、強き王、世界の王、アッシリアの王、四方（世界）の王、大いなる神々のお気に入り、賢く狡猾なるもの、強き英雄、あらゆる君侯の第一位、従順ならざる者を破壊する火炎、落雷の如く邪悪を打つ者。大いなる神アッシュルは比ぶる者無き王権を余に委ね、我が武器を宮殿に住む者たちの（全ての）武器よりも強くした。日沈む処の上の海から日出ずる処の下の海まで、四方（世界）の全ての君侯を余は我が足元に平伏させた。

## 年表
| 年（紀元前） | 年齢(*) | 出来事 |
| ------------ | ------- | --- |
| 745年頃      | 0       | センナケリブ、誕生 |
| 729年        | 16      | ティグラト・ピレセル３世がバビロンを征服 |
| 722          | 23      | 父サルゴン２世がアッシリア王になる。政権交代の混乱に乗じてバビロンがアッシリアから独立                                                                         |
| 710-709      | 35-36   | 父サルゴン２世がバビロンを征服する |
| 705          | 40      | サルゴン2世が戦死、センナケリブがアッシリア王になる。 ユダの王ヒゼキヤが、アッシリアへの朝貢を停止する                                                         |
| 704          | 41      | バビロンで反乱が発生 |
| 703          | 42      | アッシリアがバビロンを再占領する |
| 701          | 44      | レヴァント地方へ軍事遠征、エルサレム包囲戦 |
| 700          | 45      | バビロニア遠征（２回目）。長男アッシュル・ナディン・シュミをバビロン王に任命                                                                                   |
| 699          | 46      | ジュディ山麓への遠征 |
| 694          | 51      | エラム遠征。エラムからの報復攻撃で、バビロン王に就けていた長男アッシュル・ナディン・シュミが連れ去られ、消息不明に。アッシリア軍が反攻によりニップルを取り戻す |
| 693          | 52      | エラムとバビロンの連合軍がニネヴェを攻撃するが、アッシリア軍が撃退。エラムで反乱が発生、エラム王が替わる                                                       |
| 690          | 55      | アッシリア軍によるバビロンの包囲開始 |
| 689          | 56      | アッシリア軍によるバビロン占領、破壊 |
| 684          | 61      | 後継者にエサルハドンを指名 |
| 681          | 64      | センナケリブが、後継指名から外した息子アルダ・ムリッシに殺害され、その生涯を終える                                                                             |

（*　生年を紀元前745年として計算した場合のおよその年齢）